# Main-Werra-Kanal
Der Main-Werra-Kanal ist ein nicht verwirklichtes Bauprojekt für einen Kanal in Deutschland. Er sollte das Flusssystem des Oberen Mains mit dem der Oberweser schiffbar verbinden. In der mit Unterbrechungen über 300 Jahre andauernden Planungsphase wurde das Projekt je nach Planungszeitraum und Streckenvariante auch als Werra-Main-Kanal, Main-Werra-Weser-Kanal und Fulda-Werra-Main-Kanal bezeichnet. Mit einer variantenabhängigen Kanallänge von mindestens 284,5 Kilometern und einer zu überwindenden Höhe von bis zu 229 Metern zählte der Main-Werra-Kanal seit jeher zu den ehrgeizigsten Wasserstraßenprojekten Deutschlands; dieses wurde aber ohne einen formellen Beschluss faktisch 1961 endgültig eingestellt. Das Schwesterprojekt zwischen Donau und Main wurde als Ludwig-Donau-Main-Kanal schon 1846 und nochmals 1992 als Main-Donau-Kanal verwirklicht. Eine ansatzweise Realisierung des Main-Werra-Kanals wie die Fossa Carolina Karls des Großen (Donau-Main) oder beim Landgraf-Carl-Kanal (Weser-Rhein) gab es nicht.

## Früher Ausbau von Werra und Fulda

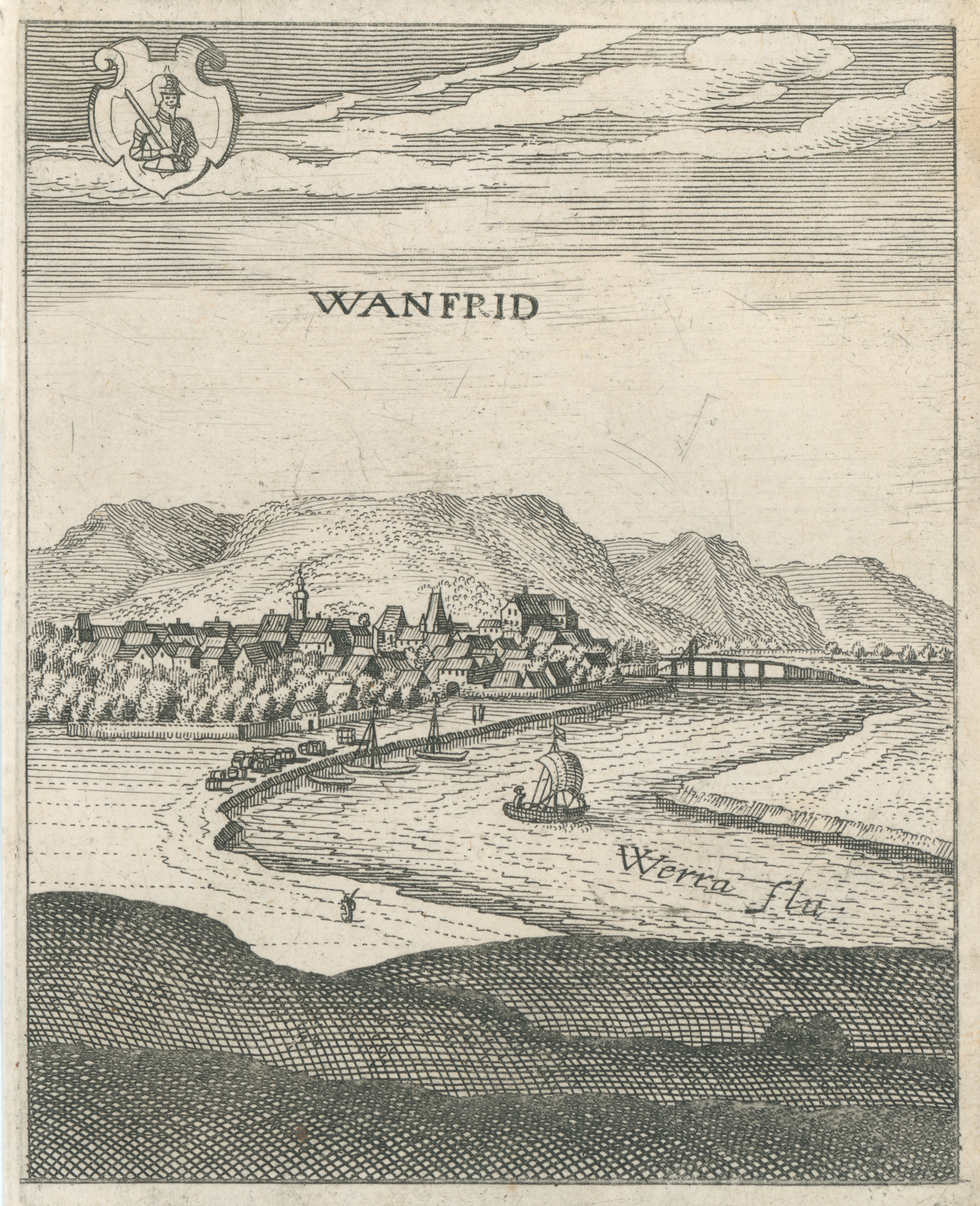
Frachtkahn auf der Werra bei Wanfried, 1655

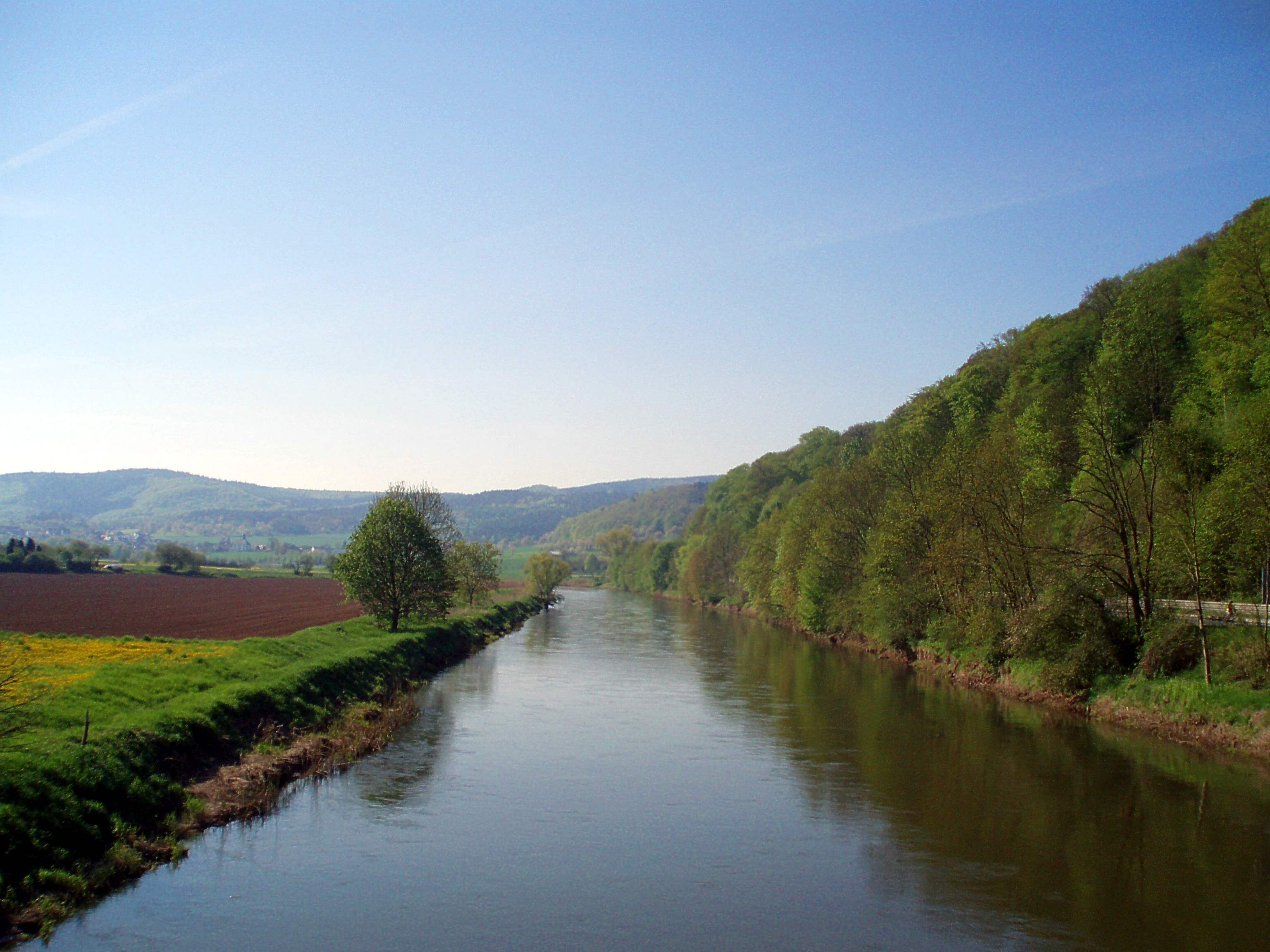
Begradigte Werra bei Werleshausen

Weser und Main nahmen als natürliche Wasserwege, die von Norden (Nordsee) und Westen (Rhein) zum wirtschaftlich bedeutsamen Gebiet in der Mitte Europas führen, in der Geschichte der Binnenschifffahrt schon früh eine besondere Rolle ein. Obwohl sich zwischen dem Ursprung der Weser in Münden und dem Mainknie bei Gemünden ein 250 Kilometer weiter Mittelgebirgsraum mit zum Teil erheblichen Höhenunterschieden erstreckt, gab es seit dem frühen 17. Jahrhundert zahlreiche ernst zu nehmende Versuche, beide Flusssysteme miteinander zu verbinden.
So sehr sich auch die Planungen im Lauf der Jahrhunderte unterschieden, sahen sie alle vor, Fulda oder Werra als Zugang zur Weser zu nutzen, wobei je nach politischer Konstellation die eine oder andere Variante bevorzugt wurde. Bei beiden war aber Voraussetzung, die Ursprungsflüsse der Weser so weit wie möglich in die Mittelgebirgsregionen von Rhön und Thüringer Wald für Lastkähne und Flöße befahrbar zu machen.

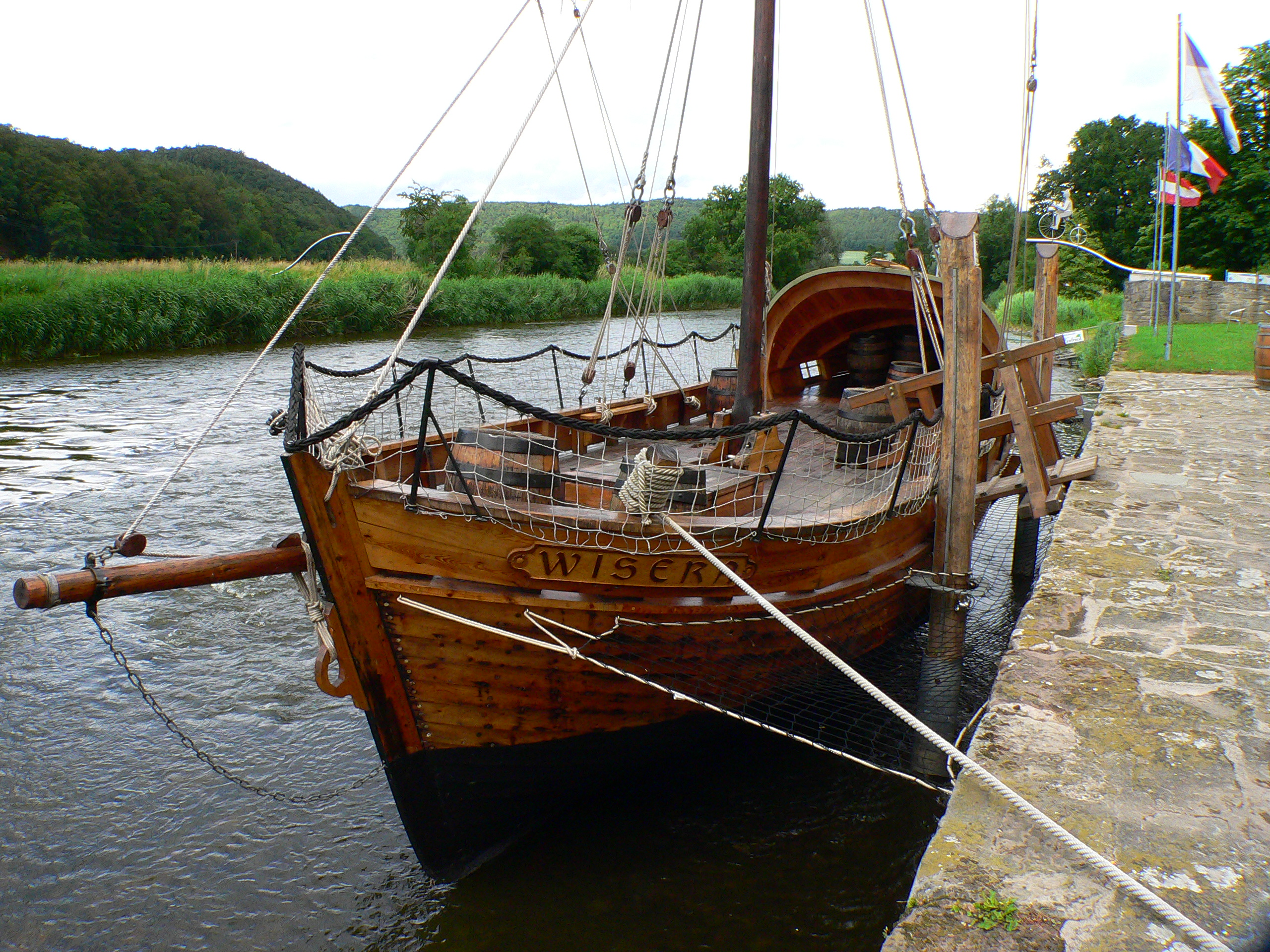
Werrakahn um 1650 (Nachbau) in Wanfried

Bestrebungen, die Werra von Münden aus flussaufwärts schiffbar zu machen, sind erstmals einer Urkunde über die Beseitigung von Schifffahrtshindernissen aus dem Jahr 977 zu entnehmen. Die Nutzung des Flusses als Transportweg für Güter aus dem Thüringischen wie Färberwaid, Glas, Textilien, Holz und Getreide wurde dadurch möglich. Auch Gebiete südlich des Thüringer Waldes profitierten von dieser natürlichen Wasserstraße, indem sie ihre Waren zunächst auf dem Landweg bis an den Mittellauf der Werra brachten und dort auf Kähne oder Flöße verluden, die auch über Münden hinaus die Weser befuhren.
Nachdem Münden 1247 das Privileg des Stapelrechts erhalten hatte, mussten alle Waren dort auf Weserschiffe umgeladen werden. Dies verhalf einerseits der Stadt zu großem Reichtum, verhinderte andererseits aber einen zügigen Transport. Deshalb beschwerte sich die Stadt Coburg in einem Schreiben vom 20. März 1577 über die Behinderungen bei der Warenumladung auf Schiffe in Münden bei den zuständigen Stellen in Kassel. In der 1583 gegebenen Antwort hieß es lapidar, die Werraschifffahrt sei nur bis Münden erlaubt.

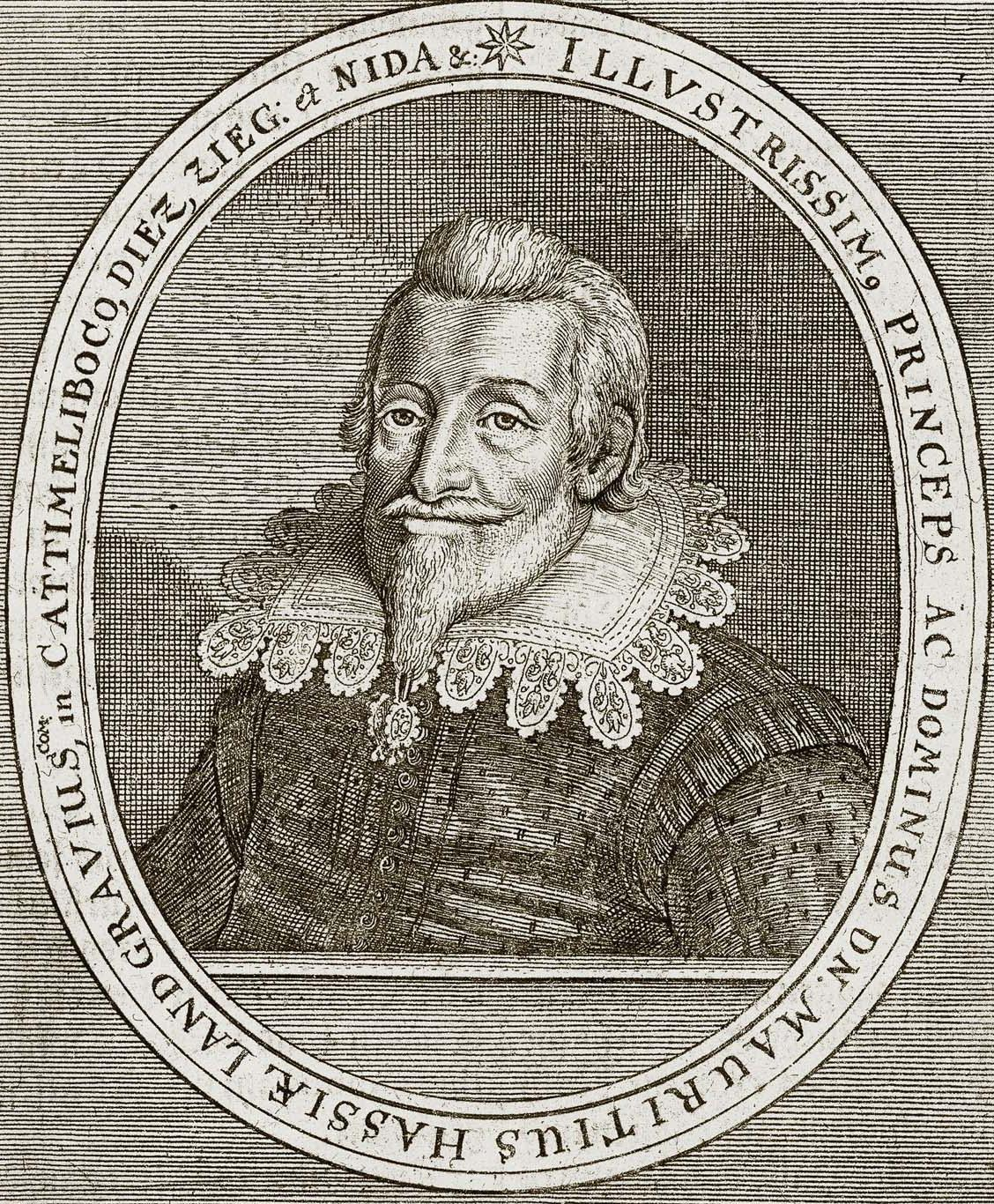
Landgraf Moritz von Hessen-Kassel 1662

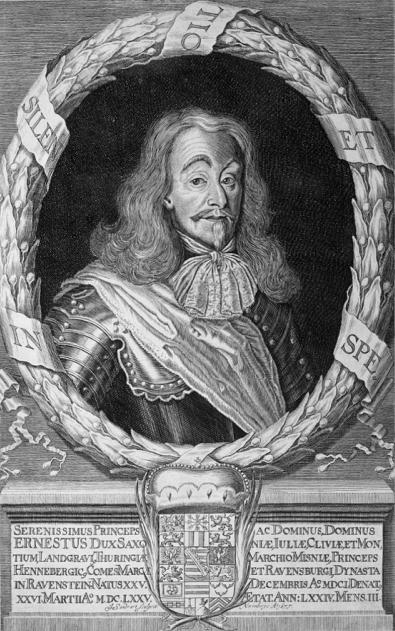
Herzog Ernst I. von Sachsen-Gotha und Altenburg

Unter Landgraf Moritz von Hessen-Kassel gingen Ende des 16. Jahrhunderts trotz erheblicher Kosten die von seinem Vorgänger Wilhelm IV. forcierten Ausbauarbeiten besonders an der Fulda weiter. Der dabei geänderte Fuldalauf wurde auf Lageplänen festgehalten. Zwischen Mecklar und Melsungen richtete man vier Baulose ein, deren Leitungen erfahrene Baumeister wie König und Vernucken übernahmen. Zu den Ausbaumaßnahmen gehörten neben den Flussbetträumungen auch eine Uferbepflanzung und die Anlage von Leinpfaden.
Dass es immer wieder zu großen Problemen kam, zeigt ein Bericht, der im August 1601 an den Landgrafen ging: „Den Bau auf der Fulda belangend geht es gottlob noch wohl vonstatten, denn das Wasser (ist) jetzt so klein, als es in vielen Jahren nicht gewesen ist“. Da durch den ungewöhnlich niedrigen Wasserstand die benötigten Baustoffe nicht mehr auf dem Fluss transportiert werden konnten und Fuhrwerke kurzfristig nicht zur Verfügung standen, musste Baumeister König die Arbeiten in seinem Baulos vorübergehend einstellen.
Trotz der Widrigkeiten erschienen 1602/1603 erste Berichte über einen Plan, die Werra im Oberlauf „zu der Herrschaften und Untertanen Nutzen schiffbar zu machen“.
Im Dreißigjährigen Krieg ließen die Arbeiten an Fulda und Werra stark nach. 1649 wurde berichtet, „dass das Bett des Fuldastromes gar arg verschlammt sei und man kaum mit dem Schiff bis Rotenburg zu gelangen vermöge.“ Die Schifffahrt auf der Werra bis Wanfried an der Grenze zum Herzogtum Sachsen-Gotha und Altenburg ging in dieser Zeit ebenfalls zurück. Arbeiten, den Flusslauf über Wanfried hinaus bis Meiningen schiffbar zu machen, wurden zunächst eingestellt.
Nur zögerlich gingen die Arbeiten an Fulda und Werra nach dem Krieg weiter. Selbst als 1658 Herzog Ernst I. von Sachsen-Gotha und Altenburg dem Hessen-Kasseler Landgrafen Moritz das Angebot unterbreitete, ob er nicht „tüchtige Zimmerleute auf [Regierungs-]Kosten dazu schicken wolle, die bei solcher Mitarbeit, wenn ein paar unserer Schleusen gefertigt, sich des Werks kundig machen, damit sie hernach desto besser Ihrer Liebden Schleusen-Arbeit fortsetzen könnten.“ Um die wirtschaftliche Stellung ihres Grenzhafens nicht zu schwächen, war es Hessen-Kassel mittlerweile an einem Werraausbau über Wanfried hinaus nicht mehr gelegen. Der Landgraf lehnte das Ansinnen des Herzogs ab mit der Begründung, es erscheine dieses Vorhaben „ziemlich schwer, zum wenigsten zweifelhaft“.

## Erste Kanalbaupläne 1658–1669

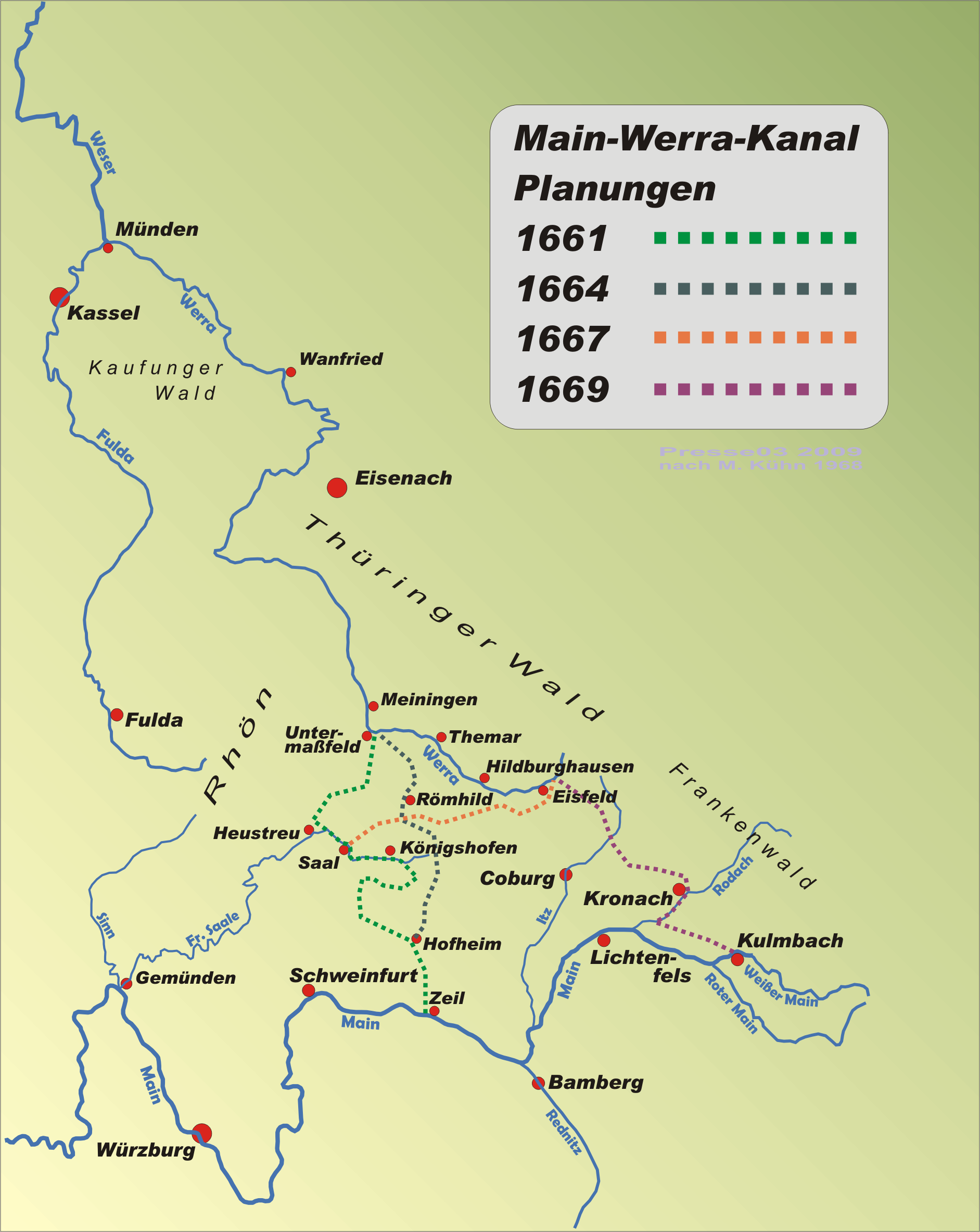
Planungen 1658–1669

### Zeil am Main – Königshofen – Untermaßfeld
Herzog Ernst I. von Sachsen-Gotha übernahm 1618 mit seinen Brüdern die gemeinsame Regierung des Landes. Er erhielt 1644 durch Erbschaft Fürstentumsteile von Eisenach, 1660 Grafschaftsbezirke von Henneberg und 1672 Altenburg und Coburg.
Sein Angebot an den Landgrafen von Hessen-Kassel im Jahr 1658, mit Hilfe dessen Fachleuten, aber auf seine eigene Kosten, den Werraausbau durch sein Land voranzutreiben, zeigt sein starkes Interesse an einem schiffbaren Handelsweg nach Norden. Unbeeindruckt von der barschen Ablehnung des Landgrafen begann Ernst I. wenig später mit der Erkundung einer Möglichkeit, einen Kanal vom Main her in die Werra bei Themar zu bauen. 1660 nahmen die Gedankenspiele konkrete Formen an, wie auch die erste mögliche Streckenführung: Von Zeil am Main, in Windungen über Hofheim nach Königsberg, weiter durch den Brambacher Wald und an der Bettenburg vorbei über Stadtlauringen, Sulzfeld, Königshofen, Mellrichstadt und Bauerbach nach Untermaßfeld an der Werra.
Da der zu untersuchende Kanalweg zunächst durch das Amt Schmachtenberg, also durch fürstbischöfliches Bamberger und Würzburger Land gehen sollte, bat er den Bamberger Fürstbischof Philipp Valentin Voit von Rieneck und den Würzburger Bischof Johann Philipp von Schönborn mit folgendem Schreiben um Erlaubnis, Vermessungen vornehmen lassen zu dürfen:

„An deß Herrn Bischoffs zu Bamberg Gnaden. P. P. Wir tragen keine Zweifel E. Ldn. werden die gemeine Wollfarth und der Unterthanen bestes neben uns zu befördern gemeint seyn. Wann dann bekandt, wie vermittels der Schiffarthandel und wandel, auch ab- und Zufuhr bequemer gemacht werden könne, und daher an Vielen orten in und außer Reichs mit gutem nutzen Ströme zusammen geleitet worden: als seind wir insonderheit wegen deß landes Franken auff den Vorschlag gerathen es möchte sich ein arm Vom Mein in die Werra leiten lassen, inmassen auß unterschidlichen Umbstenden erscheinen will, dass solches wol practi-cirlidi sein, und dadurch denen angränzenden zu Vertreibung deßen in allerhand Notdurfft Von Gott bescherten Überflusses ein merklicher nutzen zuwachsen möchte. […] Wir Versehen uns freundtlicher willfarung auff ein oder anderen Fall, Und Verbleiben etc. Datum Fridenstein am 29. July 1661.“

Auch an den Würzburger Bischof erging ein ähnliches Schreiben. Nach wenigen Wochen erhielt Ernst I. sowohl aus Bamberg wie auch aus Würzburg freundliche Antworten mit den verlangten Patenten zum freien Geleit, jedoch äußerte Fürstbischof Philipp Valentin offen seine Zweifel an der Durchführbarkeit des Plans. Am 30. September 1661 forderte Herzog Ernst seine und die Bamberger und Würzburger Untertanen unter Hinweis auf die Patente auf, seine Vermessungsbeamten in jeder Weise zu unterstützen und schickte sie umgehend zu einer „einfachen allgemeinen Vorausbesichtigung des fraglichen Geländes“.
Die Variantenuntersuchung der Kanalstrecke dauerte bis zum Mai 1662. Der Bericht des für die Begehungen federführenden Oberförsters Christian Ritter aus Königsberg wurde Herzog Ernst vorgelegt, einschließlich einer farbigen Risszeichnung. Danach sollte der Kanal von Zeil aus in unzähligen Windungen 149 Kilometer lang sein. Am 24. November 1662 sandte der Herzog dem Kurfürsten von Mainz die Kartenskizze, berichtete von den Ergebnissen der Begehung und endete mit dem Vermerk: „Ein näherer Vorschlag ist vonnöthen!“, womit eine kürzere Strecke gemeint war.

### Zeil am Main – Römhild – Untermaßfeld
Zwei Jahre später ließ Herzog Ernst durch seine Vermesser Christian Ritter und Jakob Börner nach einem kürzeren Weg für den Kanal suchen. Dieses Mal erhielten sie genauere Instruktionen: „Von Zeil aus gegen Bettenburg, von da etwa nach Manau und Schweinshaupten, an Römhild vorbei, Richtung Maßfeld“. Der Königsberger Bürgermeister Dampfinger leitete selbst die Arbeiten. Diese Vermessungen zeigten keine positiven Ergebnisse.
Eine erneute Geländeuntersuchung durch den Amtsschreiber von Heldburg Ritter, den Jägermeister Trunßes und dessen Bruder wurde angeordnet. Sie sollten die Variante prüfen, den Kanal aus dem Main in die Milz und von da in die Streu zu führen. Gleichzeitig tauchten im Entwurf eines Memorials für den Fürstbischof ganz andere Streckenideen des Herzogs auf. Er schlug eine Kanalisierung mainaufwärts oder regnitzaufwärts vor: „… und dürfte sich irgend, wenn mans probirte, auch ereignen, dass man auch den Main gegen Staffelstein und Nürnberg bringen köndte“. Auch ließ er sich erstmals über die Schiffsgröße aus und erwähnt wieder Staffelstein als Ausgangspunkt für den Kanal: „Und hüten dißfalls Ihre fürstl. Gnaden davor, dass der Canal so groß sein müßte, wie die schiffe sonsten heroben auff dem Main oben von Staffelstein her gehen, damit man nicht zweyerley schiffe haben müste!“
Die bis April 1665 andauernden Vermessungen und Suche nach einem geeigneten Übergang zwischen Zeil und Untermaßfeld scheiterten jedenfalls. Die Höhen bei Trappstadt und bei Sternberg wurden als unüberwindlich bezeichnet. Auch ein weiterer, der vierte Vermessungsversuch im Mai 1665 misslang, wonach Herzog Ernst endgültig von der Undurchführbarkeit des Kanals auf diesem Weg überzeugt war.

### Gemünden am Main – Königshofen – Eisfeld
Ganz aufgegeben aber hatte Ernst I. nicht. 1667 versuchte er, zum Teil sogar durch eigene Besichtigung im Gelände, eine ganz andere Lösung zu finden. Die Kanalstrecke sollte nicht wie bisher geplant in Untermaßfeld beginnen, sondern weit im Oberlauf der Werra bei Eisfeld, um sich dann nach Südwesten zu wenden und an Steinfeld vorbei zu führen über Gleicherwiesen nach Heustreu zur Fränkischen Saale, um im Weiteren deren Lauf bis Gemünden am Main zu nutzen.
An den Untersuchungen zu dieser Streckenführung waren der Forstgehilfe Martin Neß und nach einer Zusammenkunft des Herzogs Ernst mit dem Herzog Friedrich Wilhelm zu Sachsen-Altenburg im Frühjahr 1668 auch dessen Amtmann Friedrich Born beteiligt. Die eigentliche Vermessung führten der schon erprobte Amtsverwalter Börner und Martin Neß durch. Ein Zwischenbericht der beiden erwähnte bei Veilsdorf eine notwendige Überführung über den Weihbachgrund, damit „uf Steinernen Bögen und darauff geschütteter Erden“ das Wasser hinüber geführt werden könnte. Ein erweiterter Bericht folgte im November 1670. Zwischenzeitlich hatte Ernst I. bei der Landgräfin Hedwig Sofie von Hessen-Kassel angefragt, wie es um den schiffbaren Ausbau der unteren Werra stünde, was aber auf strikte Ablehnung der Landgräfin stieß. Dies und der schlechte Gesundheitszustand des Herzogs mögen dazu geführt haben, die Eisfelder Strecke nicht weiter zu verfolgen.

### Kulmbach – Eisfeld
Bevor Herzog Ernst seine gesamten Kanalpläne ad acta legte, befasste er sich 1669 noch mit der weiteren Variante einer möglichen Main-Werra-Verbindung von Kulmbach über Kronach nach Eisfeld, die bis dahin kürzeste Alternative.
Zwar formulierte er den Untersuchungsauftrag: „Der Baumeister hat zu untersuchen, die Werra, wie sie oben uf der Bürgerleiten in Ambt Eißfeld herunter bey Schauenburg fellt, bei selbigen Wasserweg undt so dann in die Cronach in der Neustadt, […] gar allein könne dorthin gebracht werden, über Culmbach, wie aus der Fränkischen Charte zu wißen ist“, ob aber tatsächlich eine Begehung oder eine Untersuchung durchgeführt worden sind, ist nicht belegt. Mit dem Ableben Herzog Ernst I. 1675 erlosch zunächst das Interesse an einer Wasserstraße zwischen Main und Weser, während das ehrgeizige Projekt einer Main-Donau-Verbindung zwischen Bamberg und Kelheim in den Vordergrund rückte. Der Ludwig-Donau-Main-Kanal wurde 1846 vollendet.

## Wiederaufnahme der Planungen ab 1906

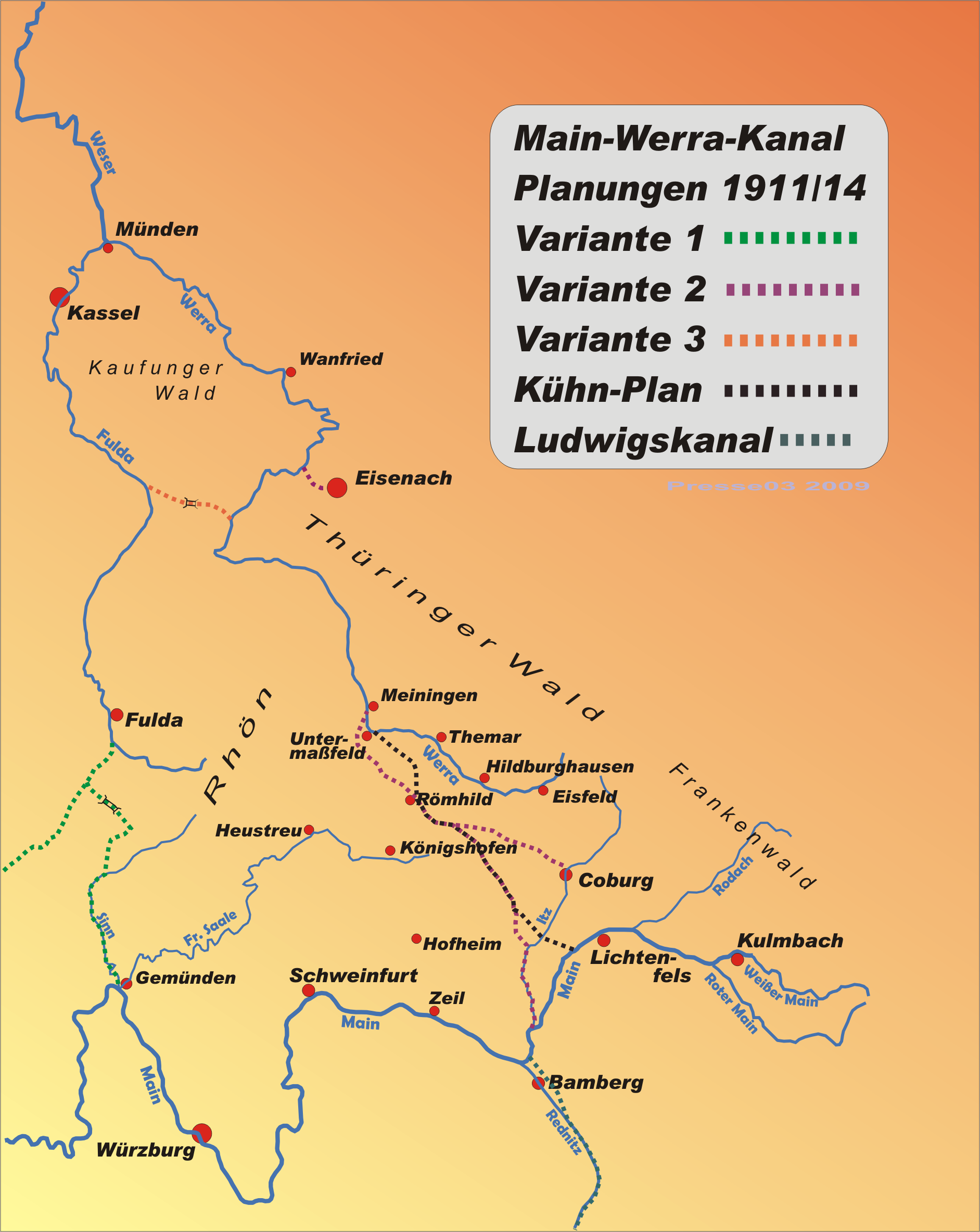
Planungen 1911–1914

Der am 25. Juni 1869 in Berlin gegründete Central-Verein für die Hebung der Deutschen Fluß- und Kanalschiffahrt (später Zentral-Verein für deutsche Binnenschiffahrt, 1977 fusioniert mit dem Verein zur Wahrung der Rheinschiffahrtsinteressen zum Verein für europäische Binnenschiffahrt und Wasserstraßen) setzte sich bald für die Schaffung einer Verbindung von Süd nach Nord mitten durch Deutschland ein. Die 200 Jahre alten Ideen Ernst I. wurden wieder aufgegriffen. 1906, zum Baubeginn des Ems-Weser-Kanals (später Mittellandkanal), beauftragte der Central-Verein die Wasserbaufirma Havestadt & Contag in Berlin-Wilmersdorf mit der Ausarbeitung eines solchen Kanalprojektes. Zwei Jahre später übernahm Wolf aus Hildburghausen die Vorarbeiten für die Anlage von Talsperren zur Regelung der Wasserzufuhr eines Main-Werra-Kanals.
Aus Kreisen der Politik und Wirtschaft an der Weser hatte sich 1907 in Hannover der Verein zur Schiffbarmachung der Werra unter Federführung des Hamelner Unternehmers Senator F.W. Meyer gegründet. Da der damalige Prinz und spätere König Ludwig III. von Bayern 1910 anregte, den Südosten Deutschlands durch eine Großschifffahrtsstraße von der Donau bis zum Main und weiter vom Main über die Werra bis zur Weser und Elbe mit den Seehäfen Bremen und Hamburg zu verbinden, verlagerte der Verein seinen Arbeitsschwerpunkt auf die Weiterführung der Werra als Kanal bis zum Main und änderte seinen Namen in Werra-Kanal-Verein. Dieser beauftragte seinerseits ebenfalls die beiden Berliner Ingenieure Christian Havestadt und Max Contag mit der Ausarbeitung eines entsprechenden Vorentwurfes.
Herzog Carl Eduard von Sachsen-Coburg und Gotha lud 1911 den „Großen Ausschuss“ aus Central-Verein und Werra-Kanal-Verein zu einer Werra-Kanal-Sitzung ein. Sie tagte am 29. Juli im Coburger Rathaus, wobei auch Kronprinz Ludwig von Bayern eine Rede hielt. Hier referierte der von beiden Vereinen mit der Planung beauftragte Max Contag erstmals zum Thema Über den Anschluss der Coburger Lande an den geplanten Werra-Main-Kanal. Contag erläuterte auf dieser Sitzung auch mehrere denkbare Linienführungen eines Kanals zwischen Main und Weser:

### Variante 1: Gemünden – Fulda
In dieser Streckenvariante wurde zunächst die Schiffbarmachung der Fulda bis zur Stadt Fulda sowie der in die Fulda mündenden Fliede und, durch einen kurzen Scheitelkanal verbunden, der Kinzig bis zu ihrer Mündung in den Main in Hanau vorausgesetzt. Die Kinzig war im Mittelalter bis Gelnhausen schiffbar, die Flussschifffahrt wurde aber im 16. Jahrhundert wegen der Anlage von Mühlen, Unrentabilität oder Versandung des Flusses aufgegeben. Südlich der Wasserscheide sollte dann ein Kanal abzweigen und über die auszubauende Sinn die Schifffahrt bis in den Main bei Gemünden ermöglichen. Für die Anbindung an den Main-Donau-Kanal hätten die Schiffe nach dem Mainabstieg wieder den Main flussaufwärts bis Bamberg fahren müssen. Diese Linienführung wäre um 39 Kilometer länger gewesen als die Werra-Itz-Linie. Um die Höhe zwischen Fliede und Sinn zu überwinden, war in der Scheitelhaltung ein Tunnel geplant. In dem Sinn-Kanal sollten dann sieben Schleusen und ein Hebewerk verwirklicht werden.

### Variante 2: Bamberg – Meiningen
Von Bamberg aus sollte diese Streckenvariante bis Breitengüßbach ein kurzes Stück dem Main und ab dort der Itz aufwärts bis Untermerzbach führen. Anschließend war ein Kanal über Heldburg, Römhild, Ritschenhausen nach Meiningen vorgesehen. Bei dieser Linienführung wäre der Main-Werra-Kanal zwar direkt an den Main-Donau-Kanal angeschlossen worden, das Gesamtprojekt bis Münden hätte aber auf einer Gesamtlänge von 284,5 Kilometern den Bau von 45 Schleusen, drei Hebewerken, einer geneigten Ebene, vier Kanalbrücken und zwei Stichkanälen (nach Eisenach und Coburg) erfordert.

### Variante 3: Bamberg – Fulda
Auch zur direkten Anbindung Kassels an den Main-Weser-Schifffahrtsweg wurde eine Alternative zur Variante 2 vorgeschlagen. Wie dort beschrieben zunächst von Bamberg aus bis Meiningen, dann die Werra abwärts bis Dankmarshausen und mit einem nach Westen abzweigenden Kanal weiter zur Fulda bei Bebra. Die Besonderheit dieser Variante war der Fulda-Werra-Kanal mit einem sehr hohen technischen und finanziellen Aufwand. Auf einer Strecke von 20 Kilometern musste eine Höhendifferenz von 116,5 Metern überwunden werden. Allein hierzu wären fünf Hebewerke und eine Schleuse notwendig gewesen. Alternativ wurde auch ein Tunnel mit einer Länge von 9,5 Kilometer untersucht. Damit hätte man die Scheitelhaltung 96 Meter niedriger anlegen können und wäre mit nur einem Hebewerk und einer Schleuse ausgekommen. Diese Variante wurde aufgrund der deutlich höheren Ansprüche gleich abgelehnt.

### Tunnellösung und Wirtschaftlichkeit

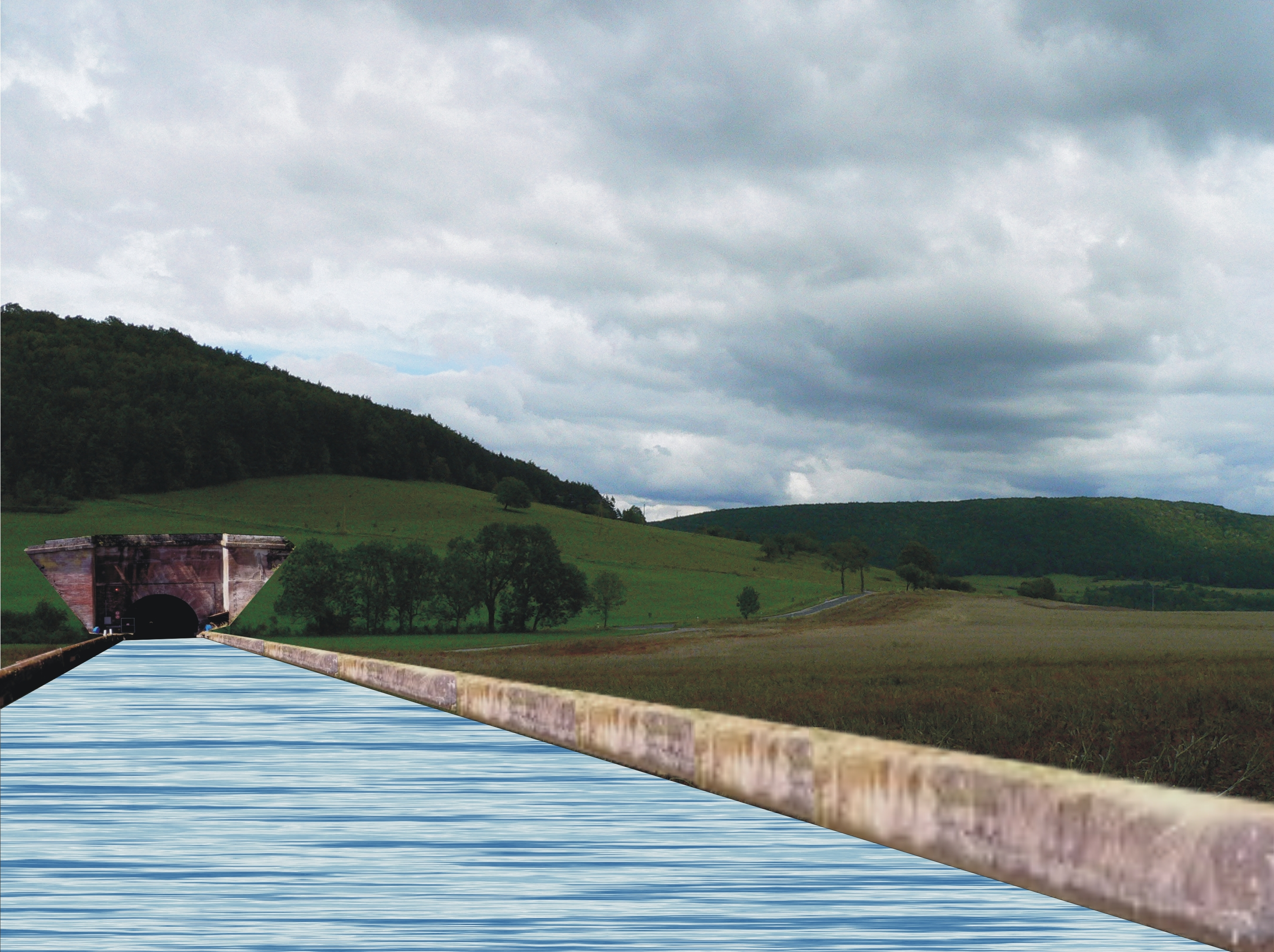
Möglicher Kanalverlauf mit Scheiteltunnel südwestlich Ritschenhausen, Planungen 1913–1961

Am 25. Februar 1913 tagte in Coburg erneut der Kanalausschuss. Dabei wurde erstmals ein Kanaltunnel zur Überwindung des Gebirges zwischen Römhild und Ritschenhausen als günstigste Lösung vorgeschlagen. Auch das Zeitproblem einer Kanaldurchfahrt wurde deutlich angesprochen: „Die Transportdauer würde einschließlich dreier Tage Ladezeit und fünfer Tage Löschzeit für die Reise Herne-Nürnberg und zurück auf 40 Tage zu veranschlagen sein. Ein Schiff könne demnach im Jahre sechs Reisen machen und dabei 3.600 Tonnen Kohle = 360 Waggons nach Nürnberg befördern.“
Die Energiegewinnung beim Kanalbetrieb war ebenfalls ein Thema. Man gab zu Bedenken, dass es beim Absatz des elektrischen Stroms Schwierigkeiten geben könnte, weil städtische und private Elektrizitätswerke dadurch von einer Schließung wegen Absatzschwierigkeiten bedroht wären. Auch auf die strategische (militärische) Bedeutung des Main-Werra-Weser-Kanals für die Belange des Reiches wurde hingewiesen. Der Ausschuss beschloss abschließend, dem Ingenieurbüro Havestadt & Contag für 15.000 Reichsmark den Auftrag für die Vorarbeiten für das Kanalprojekt Bamberg-Meiningen zu erteilen.
Der Main-Werra-Kanal sollte, um wirtschaftlich zu sein, für das 1000-Tonnen-Schiff ausgelegt werden. Dies hätte vorausgesetzt, dass eine Kanalisierung der Oberweser mit vorhandenen Wasserständen von 1,00 bis 1,20 Metern hätte erfolgen müssen. Auch war der bestehende Main-Donau-Kanal nicht genügend dimensioniert. Die entsprechende Kanalisierung der Werra und der Itz wurden vorausgesetzt. Um diese enormen Anforderungen zu begründen, wurden die folgenden Argumente vorgetragen: Mit dem Main-Werra-Kanal und dem Ausbau des Main-Donau-Kanals werde die kürzeste Wasserstraßenverbindung der Donau mit einem Nordseehafen realisiert und eine rein deutsche Wasserstraße geschaffen. Auch mit der Bekämpfung der Arbeitslosigkeit wurde das Projekt begründet. Man rechnete mit dem Transport größerer Mengen an Kalisalzen aus Thüringen nach Norden und Süden, Phosphaten zu den Kaliwerken nach Thüringen, landwirtschaftlichen Erzeugnissen nach Thüringen und Braunkohle aus Nordhessen nach Süden.
Max Contag, der auch bei dieser Versammlung des Ausschusses in Coburg neben Ministerialdirigent Sympher das Wort führte, schien eher skeptisch gegenüber dem ganzen Vorhaben zu sein. Trotzdem ließ er unmittelbar vor Ausbruch des Ersten Weltkrieges einen detaillierter ausgearbeiteten Plan folgen. Der Beginn des Krieges verhinderte jedoch die Fortführung seiner Arbeiten.

### Weitere Planungen 1914–1917
Noch vor Beginn des Ersten Weltkriegs hatte der Königliche Reallehrer und Geograph Franz Kühn aus Bamberg eine in seiner Heimatstadt stark beachtete Studie zur Kanalplanung veröffentlicht, in der er eine völlig neue Linienführung propagierte, nämlich beginnend am Main unterhalb Banz (Lichtenfels) über Kaltenbrunn, Seßlach, Dietersdorf, Heldburg, Römhild nach Untermaßfeld, eine Linienführung, die die bestehenden Flussläufe von Itz, Rodach, Kreck und Milz mit einbezog.
Kühn sah den Ausbau des Bibratals mit einem Hebewerk und weitere zwei Hebewerke bis zur Wasserscheide von 358 Metern Höhe vor Westenfeld bei Ritschenhausen vor. Abwärts sollte es dann durch das Hutschbachtal mit drei Hebewerken von Römhild bis Heldburg gehen. Alternativ ergriff er Contags Idee eines neun Kilometer langen Tunnelprojekts, ähnlich schon realisierter französischer Tunnelkanäle. Dann sollte der Kanal mit sechs Schleusen der bei Kaltenbrunn in die Itz mündenden Rodach folgen und von dort abwärts der Itz und ab Hallstadt dem Main folgend bis Bamberg führen. Dieser Plan mit seinen Berechnungen und Zeichnungen sollte bei einem Besuch des Königs Ludwig III. in Bamberg überreicht werden. Der Besuch kam jedoch durch den Ausbruch des Krieges nicht zustande.
1916 gab Senator Meyer aus Hameln, der Vorsitzende des Werra-Kanal-Vereins, in einer Denkschrift neue Überlegungen zur Linienführung des Kanals bekannt und erörterte darin die Hebewerke und Talsperren für die Wasserführung. Neu war dabei eine Talsperre bei Weißenbrunn, worin „bis 35 Millionen Kubikmeter Hochflutwasser aufgespeichert werden können“. 1917 behandelte Meyer in einer zweiten Veröffentlichung noch ausführlicher das Thema Talsperren.

## Erneute Aufnahme der Planungen ab 1918
1918 befürwortete König Ludwig von Bayern erneut einen Plan, einen zu bauenden Main-Werra-Kanal bei Bamberg an den Main-Donau-Kanal anzubinden. Wolf, der bereits 1908 einen Planungsauftrag erhalten hatte, veröffentlichte 1919 die Ergebnisse seiner Untersuchungen. Wolf ging davon aus, dass die „Massengüter von der Eisenbahn auf den Wasserweg übergehen“. Er setzte sich in seiner Veröffentlichung auch für die Verwirklichung des Tunnelprojektes bei Ritschenhausen ein und wies darauf hin, dass die von ihm eingeplanten Talsperren nicht nur Energie liefern könnten, sondern auch Überschwemmungen abschwächten, die Orte am Thüringer Wald und Frankenwald regelmäßig heimsuchten. Zum Thema Coburger Stichkanal bemerkte er: „Coburg erhält von der Scheitelhaltung bei Rodach abzweigend, einen Stichkanal von 24 km Länge, der in horizontaler Fahrstrecke ohne Schleuse die genannte Stadt erreicht.“ Von einer von ihm eingeplanten Itztalsperre bei Waltersdorf (Rödental) erwartete er bei einem Stauinhalt von 40 Millionen Kubikmetern außer der Wasserhaltung des Stichkanals eine jährliche Stromerzeugung von 4.640.000 Kilowattstunden.
Regierungsbaumeister Franz Woas widersprach 1921 allen bisherigen Planungen hinsichtlich des Vorgehens wie auch der Linienführung eines Kanals und stellte eine neue Trasse vor: Bamberg – Rossach – Coburg – Rodach – Hildburghausen – Themar – Ritschenhausen. Damit war er der erste, der Coburg in die unmittelbare Kanalführung mit einbrachte.

### Vorarbeitenamt Eisenach
Nach dem Ersten Weltkrieg war der Wasserstraßenausbau in die Zuständigkeit des Deutschen Reiches übergegangen. Um die Planungen zu einer Main-Weser-Verbindung wieder aufnehmen zu können, wurde 1921 ein entsprechendes Vorarbeitenamt in Eisenach eingerichtet. Die Leitung des Amtes hatte der Wasserbauingenieur Johann Innecken. Diese Dienststelle des Reiches war mit einer längeren Unterbrechung von 1924 bis 1937 bis in die ersten Jahre des Zweiten Weltkrieges tätig und befasste sich damit, die in der Vergangenheit vorgeschlagenen Varianten einer Kanalverbindung zwischen Weser und Main zu prüfen und zu konkretisieren.

### Contag-Gutachten

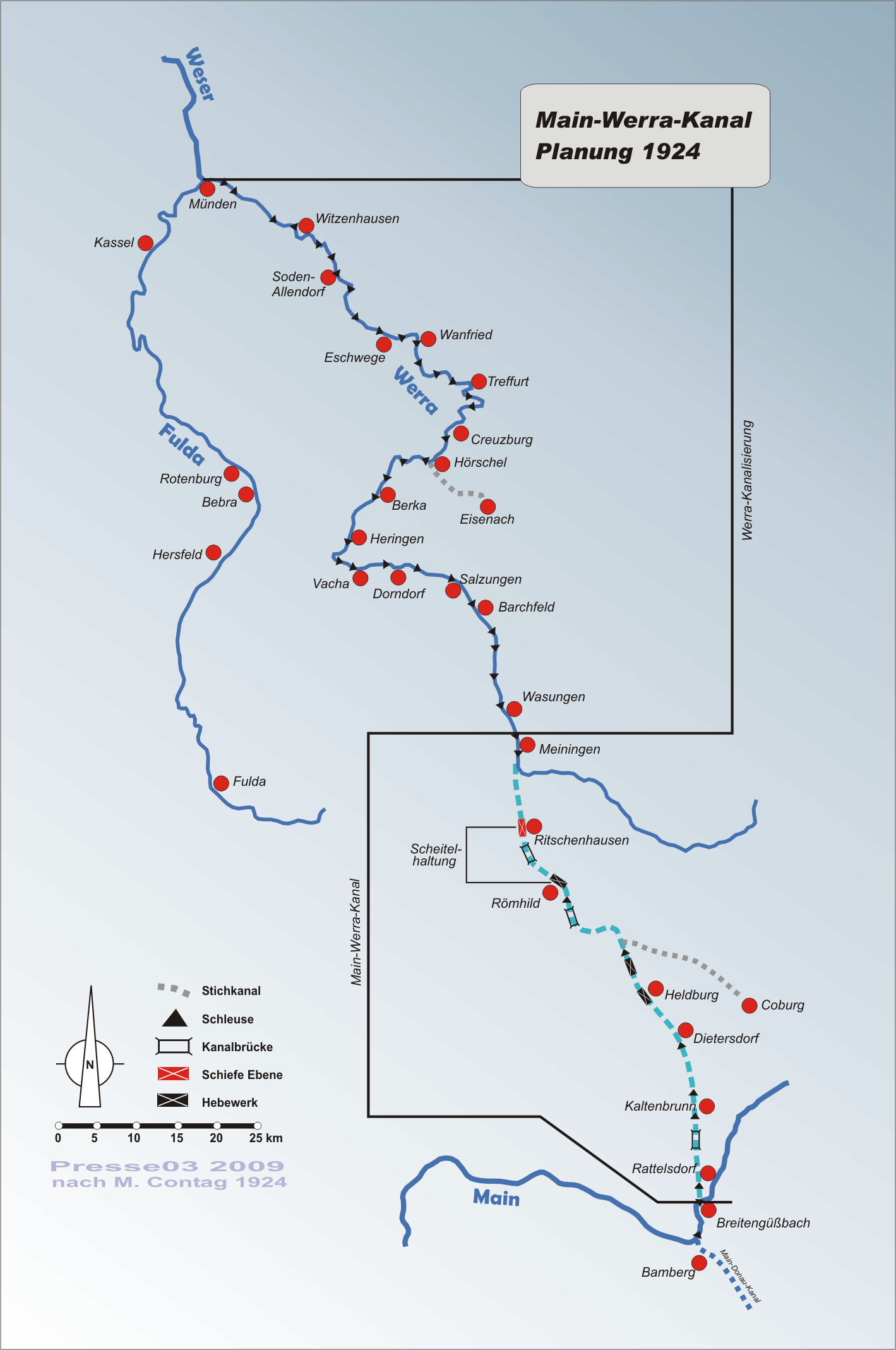
Plan von M. Contag 1924

In diesem Zusammenhang ließ sie wiederum durch Max Contag ein vergleichendes Gutachten über die Realisierungsmöglichkeiten der Verbindung Main-Werra-Weser und einer solchen, die die Fulda mit einbezieht, erstellen. Contag gab der Verbindung von Main und Werra gegenüber der Variante Main-Fulda den Vorzug.
Beide Trassen seien etwa gleichwertig, so das Gutachten, unterschieden sich aber im Höhenverlauf. Die Werratrasse führe zwar über den Höhenzug der Gleichberge, der schwieriger zu überwinden sei als der zwischen Fulda und Kinzig gelegene Landrücken, finde aber im Vergleich zur Fuldatrasse einen höhenmäßig weitaus günstigeren Anschluss an den Obermain. Außerdem sei die Werra bereits bis Meiningen weitgehend für die Schifffahrt ausgebaut.
In seiner 1924 erschienenen „Großen Denkschrift“ Die Verbindung der Weser mit dem Main-Donau-Kanal veröffentlichte Contag alle Einzelheiten des Kanalbaus mit Tabellen, Zeichnungen und mit einem Stufenplan, der die Kanallinie nach der neuesten Planung aufzeigte. Contag betonte nun auch, dass „die wirtschaftliche Bedeutung von Coburg nicht zu verkennen sei“, und widmete einem Stichkanal ein eigenes Kapitel. Einen Scheiteltunnel plante Contag nicht mehr ein. Für den gesamten 276,38 Kilometer langen Kanalverlauf von Breitengüßbach bis Münden sah er insgesamt 49 Schleusen vor. Die Kanallinie sollte zwischen Breitengüßbach am Main und Untermaßfeld an der Werra über Rattelsdorf, Lahm, Kaltenbrunn, Dietersdorf, Autenhausen, Heldburg, Seidingstadt, Römhild, Haina und Ritschenhausen führen.
Die Planung begann mit der direkten Einmündung in den Main-Donau-Kanal bei Bamberg auf einer geodätischen Höhe von 242,80 m ü. NN und endete in Hann. Münden auf einer Höhe von 117 m ü. NN. Der Aufstieg vom Main über die Itz bis zur 17 Kilometer langen Scheitelhaltung bei Ritschenhausen betrug 113,2 Meter auf einer Länge von 71 Kilometern. Der Abstieg bis Münden war 197 Kilometer lang und bewältigte einen Höhenunterschied von 239 Metern. Da eine lange Bauzeit zu erwarten war, legte Contag einen Hauptentwurf, der den gesamten Ausbau für das 1000-t-Schiff vorsah, und einen eingeschränkten Entwurf vor. Dieser legte die Wasserstraße für das 600-t-Schiff aus, die Bauwerke hingegen für das 1000-t-Schiff.

### Vorgesehene Bauwerke

#### Staustufen

Längsschnitt Planung M. Contag 1924 (Daten)

Contag sah für den Ausbau der Werra bis Meiningen und den Itz-Ausbau insgesamt 41 Regelstaustufen vor. Diese sollten aus der Kombination eines Walzenwehrs, einer Fischtreppe, einer Kammerschleuse und eines Kraftwerks bestehen. Die Breite der Walzenwehre mit zwei Öffnungen sollte zwischen 19 und 40 Meter liegen. Die Fischtreppe plante Contag in dem Pfeiler zwischen dem Wehr und dem Kraftwerk ein. Für die Schleusenkammer mit einer Länge von 110, einer Breite von zwölf und einer Drempeltiefe von drei Metern waren Stemmtore vorgesehen. Im Mainabstieg sollten acht Schleusen als Sparschleusen ausgelegt werden. Kraftwerke waren nur in den untersten 33 Staustufen der Werra geplant. Contag erwartete eine Stromerzeugung von jährlich 243,3 Mio. kWh. Kraftwerk und Schleuse „Letzter Heller“ etwa in Höhe Hedemünden an der Werra wurden in den 1960er Jahren annähernd nach Contags Regelstaustufe ausgeführt.

#### Geneigte Ebene

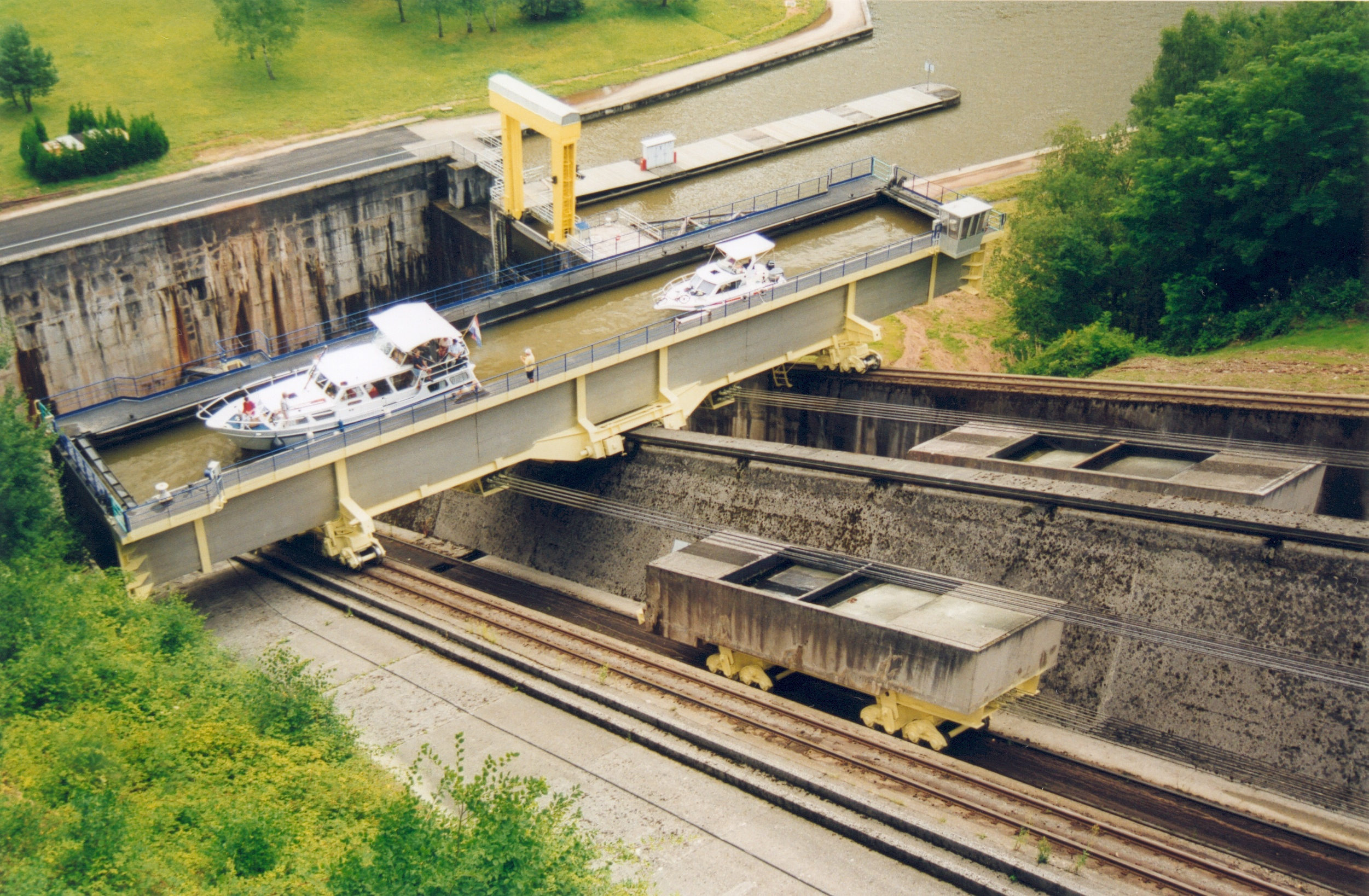
Geneigte Ebene (Arzviller)

Eine besondere Schiffshebevorrichtung war bei Ritschenhausen als quergeneigte Ebene vorgesehen, um die Höhendifferenz von 62 Metern zwischen der letzten Haltung auf der Werraseite und der Scheitelhaltung bei Ritschenhausen überbrücken zu können. Bei der von Contag vorgeschlagenen Lösung handelte es sich nicht um die bereits verbreitete „Schiffseisenbahn“, bei der das Schiff auf einem schienengebundenen Transportwagen über Land bewegt wurde, sondern um einen Schiffstrog ähnlicher Größe wie eine Schleusenkammer, der wassergefüllt zwischen einem unteren und einem oberen Wartebecken pendeln sollte. Der Hubweg betrug bei einer Steigung von 1:10 etwa 620 Meter. Die ganze Trogvorrichtung sollte achtachsig auf 16 Doppelrädern ruhen und mit Hilfe von Gegengewichten mit einer Fahrgeschwindigkeit von 0,5 Metern in der Sekunde bewegt werden. Die Hubzeit sollte bei etwa 30 bis 40 Minuten liegen. Ein Schiffshebewerk dieses Typs wurde beispielsweise in Arzviller/Frankreich verwirklicht.

#### Hebewerke

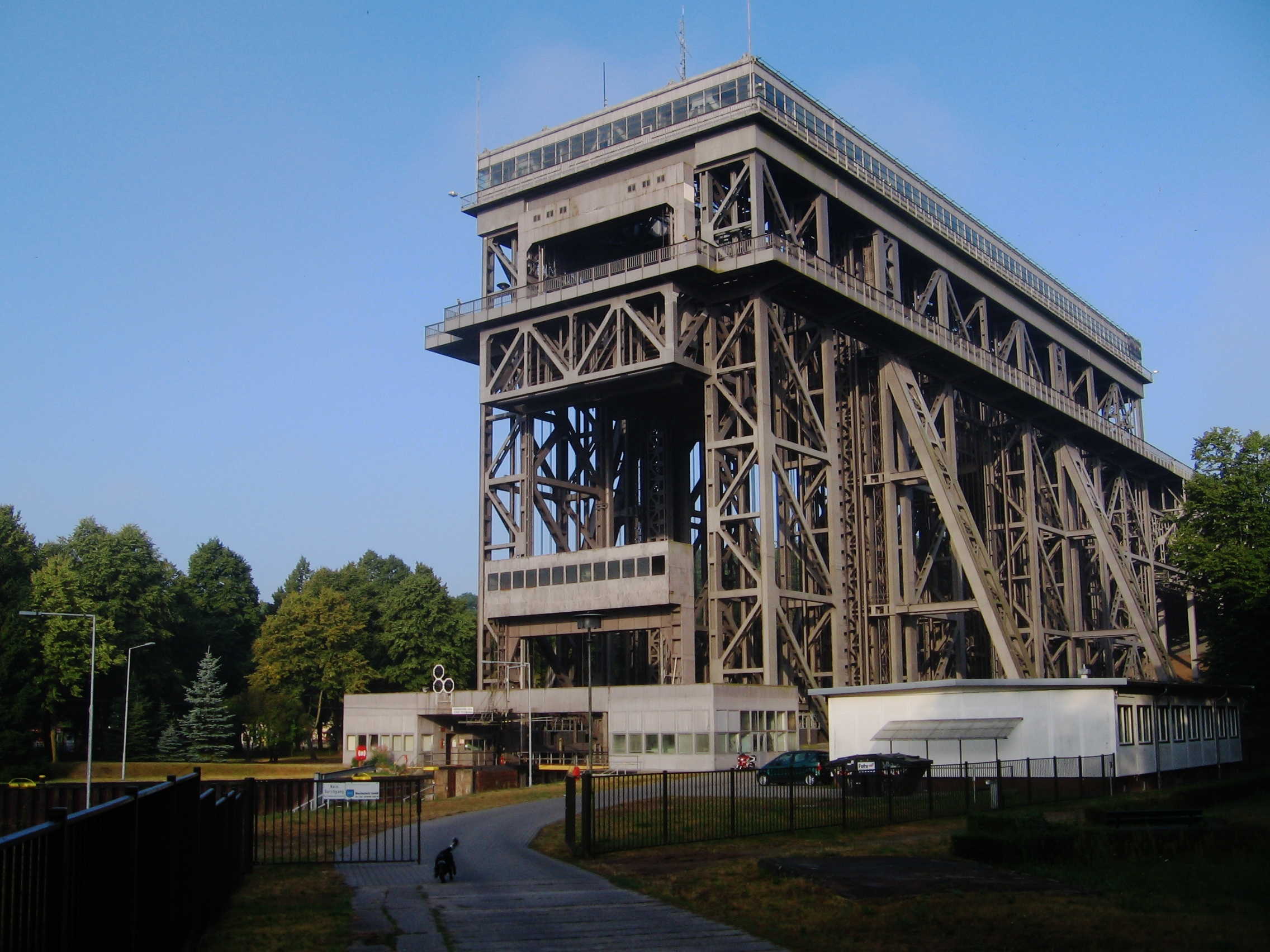
Schiffshebewerk Niederfinow

Um größere Höhenunterschiede im Mainabstieg ausgleichen zu können, plante Contag drei Schiffshebewerke mit senkrechter Förderung. Mit 38 Metern Hubhöhe war das Hebewerk bei Haina das größte. Als Gegengewichtshebewerk mit einem aus 8 Zentimeter dicken Metallblechen gefertigten Schiffstrog von einer nutzbaren Länge von 110 und einer lichten Weite von 12 Metern hätte es eine Schleusungsdauer von etwa 30 Minuten ermöglicht. Der Hub sollte durch einen Spindelantrieb sowie an 300 Drahtseilen hängenden Gegengewichten erfolgen. Das zu hebende Gesamtgewicht wurde mit 4.500 Tonnen angegeben. Der Antrieb sollte durch Motoren bewerkstelligt werden. Ein Bauwerk mit ähnlicher Konstruktion ist das Schiffshebewerk Niederfinow aus dem Jahr 1934. Die beiden anderen Hebewerke bei Heldburg sollten bei gleicher Troggröße jeweils 14,5 und 13 Meter Hubhöhe überwinden und waren mit einem Waagebalkensystem ausgestattet.

#### Kanalbrücken

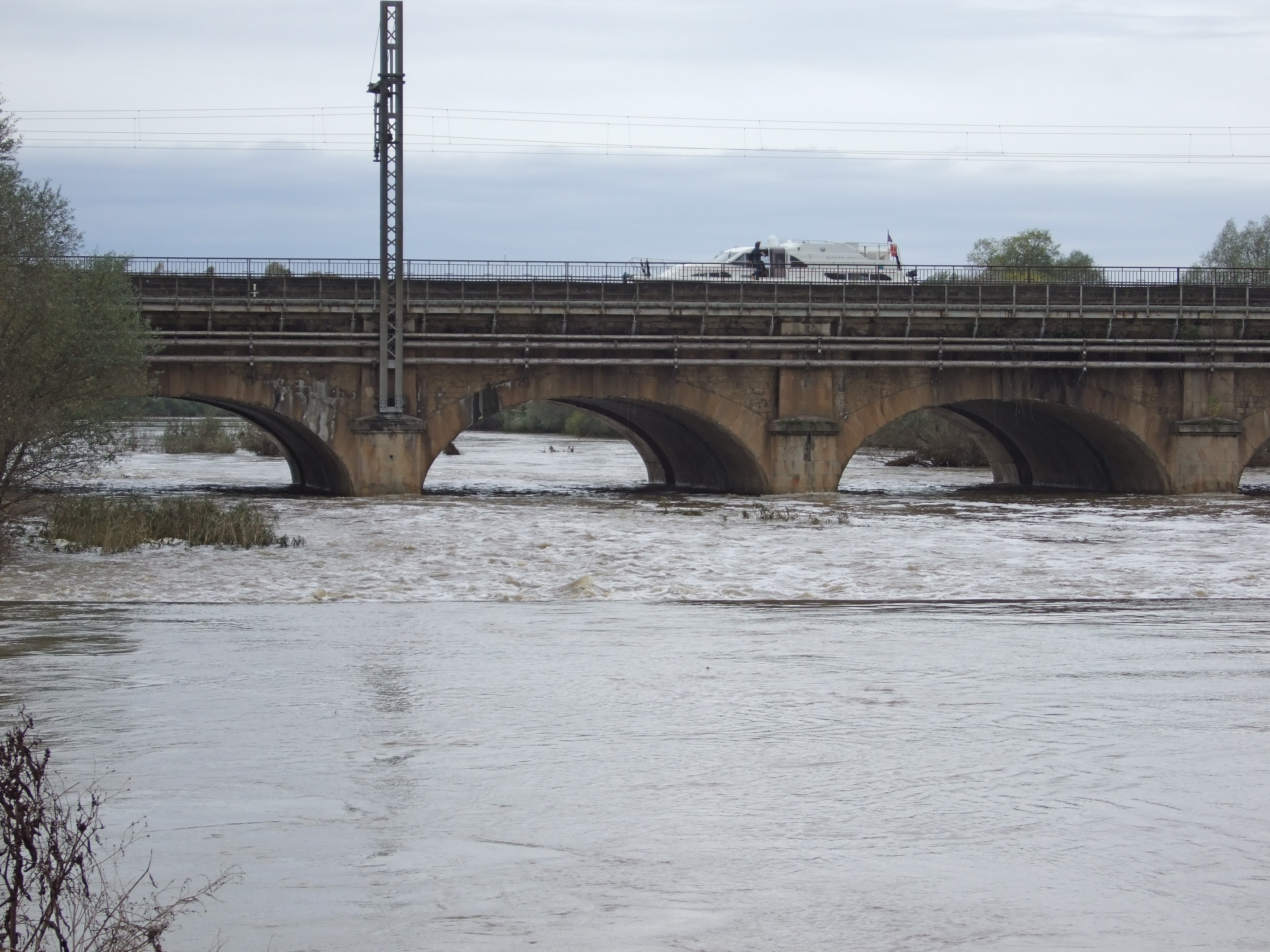
Kanal- und Eisenbahnbrücke mit Gewölbeunterbau über die Meurthe bei Nancy

In der Scheitelhaltung zwischen Ritschenhausen und Haina war mit einer Länge von 473 Metern über das Bauerbachtal die längste von drei vorgesehenen Kanalbrücken geplant. Vorgesehen war eine Betonbauweise mit einem Gewölbeunterbau. Die beiden anderen Brücken sollten eine Länge von 158 und 110 Metern aufweisen. Im Fall einer direkten Anbindung des Kanals an den Main-Donau-Kanal sollte eine weitere Brücke von 130 Metern Länge über den Main gebaut werden. Die Kosten allein für diese Brücke wurden mit 800.000 Reichsmark berechnet.

#### Talsperren

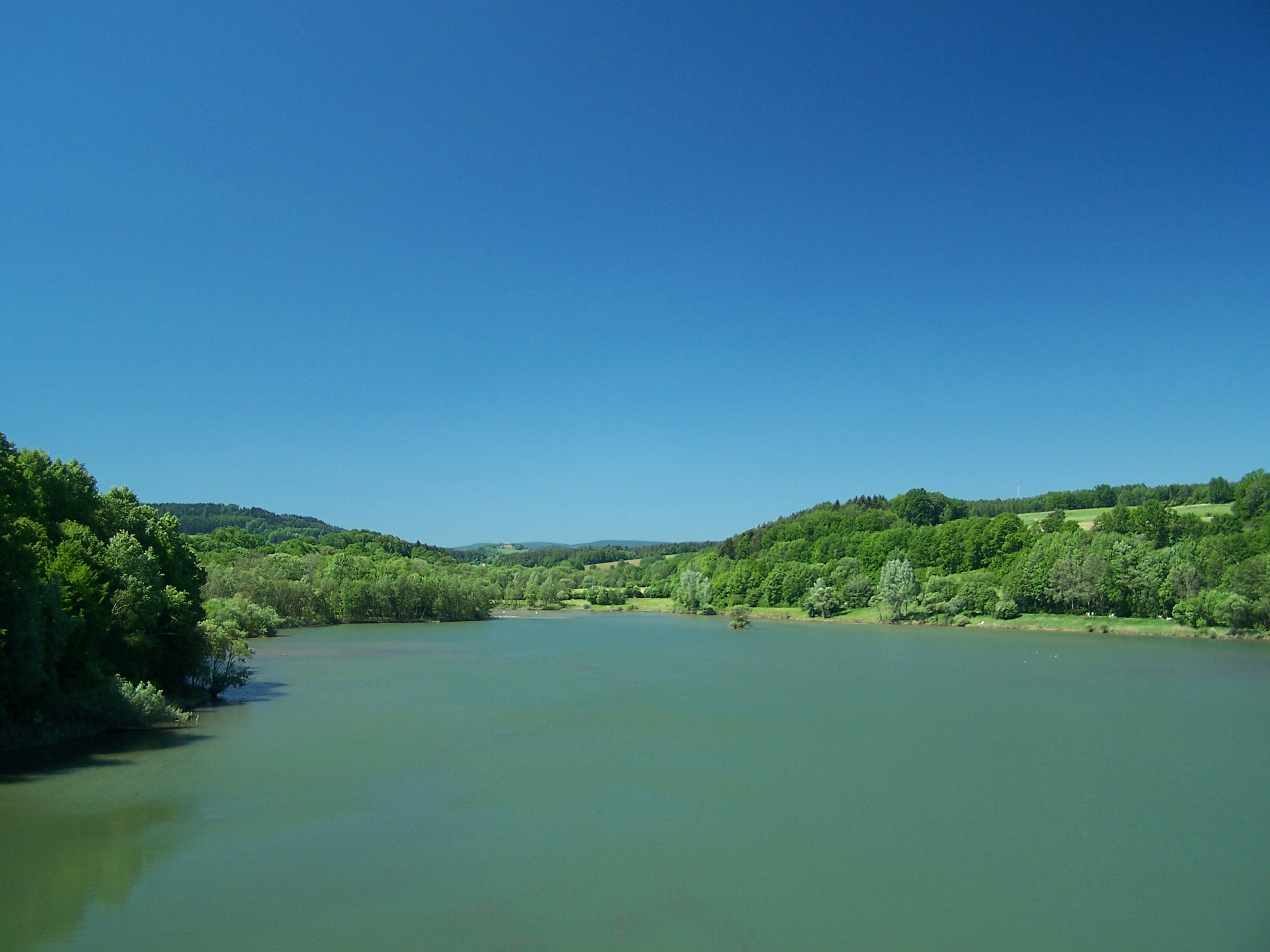
Blick über den „Schönstädt-Speicher“ („Froschgrundsee“) 2006

Ein großes Problem des Kanalprojektes war die Wasserversorgung der Scheitelhaltung. Dazu wurden zwei Varianten in Betracht gezogen. Die eine sah eine Wasserversorgung über mehrere Talsperren vor, wie sie Senator Meyer aus Hameln bereits 1916 und 1917 in seinen zwei o. g. Gutachten beschrieben hatte, wobei er noch von einem neun Kilometer langen Tunnel in der Scheitelhaltung ausging. Dazu sollte eine große Talsperre im Itzgebiet nördlich von Coburg errichtet werden. Der Aufstau an der Sperre sollte 38 Meter betragen, sodass der Stauspiegel bis Almerswind gereicht hätte. Den Stauraum gab Meyer mit bis zu 45 Millionen Kubikmetern an. Pumpwerke sollten das benötigte Wasser von dieser Itz-Talsperre über die einzelnen Haltungen des Mainabstieges bis hin zur Scheitelhaltung transportieren. Meyer erwähnte in den Gutachten auch Vorteile für die Wasserversorgung der Stadt Coburg und den nicht zu unterschätzenden Hochwasserschutz der Region.
Die zweite Variante, die Contag 1924 vorschlug, sah ebenfalls eine Wasserversorgung über eine größere Talsperre an der Itz vor, war aber bei den Abmessungen wesentlich zurückhaltender. Er verlegte die Sperrstelle mit der Sperrmauer unterhalb des Einlaufes der Effelder bei der Ortschaft Schönstädt, verkleinerte also damit den von Meyer geplanten Stausee auf 11,54 Millionen Kubikmeter Wasser bei einer größten Stauhöhe von 20 Metern. Diesem Plan wurde zugestimmt, da der Stausee sich besser in die Landschaft einfügte und weniger Umsiedlungen erforderte.
Tatsächlich wurde Contags „Schönstädt-Speicher“ unter dem Namen „Froschgrundsee“ 1986 realisiert, und zwar aufgrund Meyers Argumentation des verbesserten Hochwasserschutzes Coburgs.

#### Stichkanäle nach Eisenach und Coburg
Die beiden von Contag in seine Planung einbezogenen Stichkanäle nach Eisenach und Coburg waren mit ihren Hafenanlagen zu den großen Bauwerken zu rechnen. Ließ die Anbindung Eisenachs an die ausgebaute Werra nur eine Lösung zu, nämlich von Hörschel an den Nordrand der Stadt, legte Contag für die Anbindung Coburgs an den Main-Werra-Kanal sechs Möglichkeiten vor und bewertete sie gegeneinander:

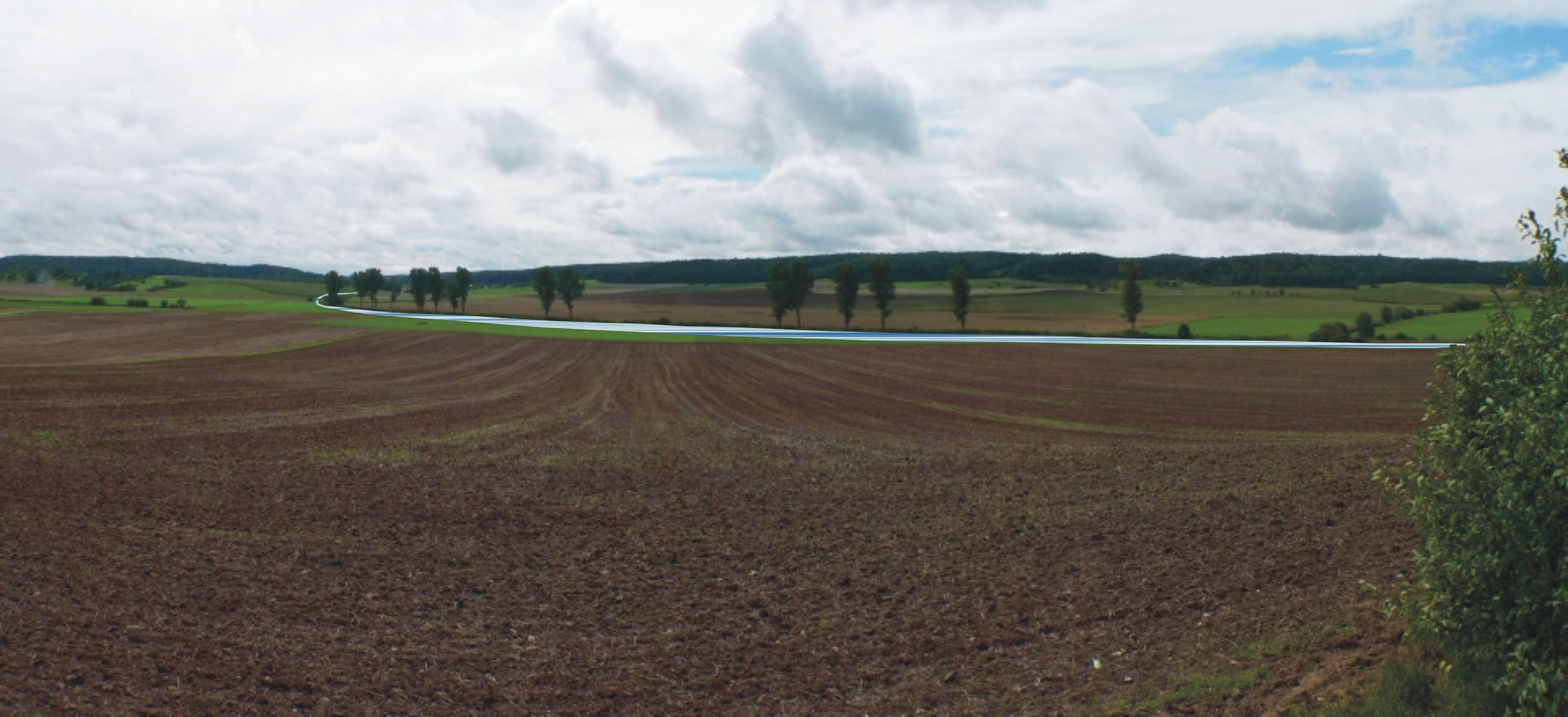
Möglicher Stichkanalverlauf südwestlich Streufdorf, Planungen 1924–1961

 Die Abzweigung sollte südlich von Streufdorf erfolgen. Der fast ebene Stichkanal nach Coburg sollte nach 22 Kilometern in einem Endhafen nördlich der Stadt enden. Die Streckenführung war an Roßfeld und Rodach vorbei über Großwalbur, Meeder, bis östlich von Glend geplant. Der Endhafen könnte nördlich der Coburger Stadtteile Cortendorf oder Neuses angelegt werden, wobei letztere Lösung bei Glend eine Schleusenstufe von elf Metern erfordert hätte, um das Kanalgefälle auszugleichen. Trotzdem wäre dies wegen des Eisenbahnanschlusses in Neuses vorzuziehen. In Anbetracht der Baukosten in Höhe von 12 Millionen Reichsmark nur für den Kanal stellte Contag die Frage, ob man unter diesen Umständen nicht auf einen Stadthafen verzichten könnte, wenn es möglich ist, auf andere Weise dem Verkehrsbedürfnis der Stadt zu genügen. Er schlug Alternativen vor:
- Ausführung von nur sieben Kilometern des Stichkanals bis Rodach mit Einrichtung eines Umschlaghafens und Gleisanschluss an die vorhandene Bahn nach Coburg.
- Anlage eines Umschlaghafens für Coburg am Hauptkanal bei Streufdorf und Verlängerung der Bahn bis dahin. Contag sah diese Alternative als besonders günstig an, denn die Anlage eines solchen Umschlaghafens am Hauptkanal kann Coburg übrigens recht wohl auf Reichskosten für sich beanspruchen […] wenn es die landeseignen Wasser der Itz, die für die Kanalspeisung notwendig gebraucht werden, dem Reich zur Verfügung stellt.

Weitere Alternativen sah Contag im Anschluss Coburgs an den Kanal 16 Kilometer südlich der Stadt bei Kaltenbrunn:
- Kanalisierung der Itz auf 16 Kilometern Länge und Anlegung eines Endhafens südlich der Stadt Coburg. Allerdings gab er zu Bedenken, dass dies zwar technisch machbar, aber der Aufwand sehr hoch sei, da fünf Schleusen gebaut und acht vorhandene Mühlen stillgelegt oder umgebaut werden müssten. Auch sei der linksufrige Talrand bereits mit Chaussee und Bahn in Anspruch genommen, so kommt man zu der Überzeugung, dass eine Schiffbarmachung sich nur am rechten Talrand in einer schlanken Linie innerhalb der Talsohle ausführen lässt.
- Stichkanal von fünf Kilometern Länge bis Rossach mit einem dortigen Umschlaghafen mit Gleisanschluss, wobei die 12,8 Kilometer lange vorhandene Bahnstrecke vollauf genüge, das Wirtschaftsgebiet Coburg zu erreichen und zu erschließen, ganz zu schweigen von den erheblich geringeren Baukosten.
- Die erheblichsten Kosteneinsparungen sah Contag in einer Verlängerung der Bahn von Rossach nach Kaltenbrunn und Einrichtung eines Umschlaghafens dort für Coburg.

Abschließend kam Contag zu der Empfehlung, ganz auf einen Stichkanal zu verzichten und einen an die Bahn angeschlossenen Umschlaghafen in Streufdorf vorzuziehen. Dass er Bahnlösungen bevorzugt anpries zeigt, dass 1923 der Eisenbahn bereits die wichtigere Funktion für die Wirtschaftserschließung zugesprochen wurde als der Schifffahrt.

### Andere Interessen
Neben dem Werra-Kanal-Verein gab es zwei weitere Interessengruppen, die sich um eine Nord-Süd-Schifffahrtsverbindung bemühten. 1921 etablierte sich in Fulda der „See-Fulda-Main-Kanal-Verein“, der eine Verbindung von Fulda und Main bevorzugte. Der Verein beauftragte den Frankfurter Ingenieur Hermann Uhlfelder mit einer erneuten Planung dieses bereits 1911 vorgeschlagenen Kanalprojektes. In Limburg an der Lahn bildete sich zur gleichen Zeit eine weitere Interessenvereinigung, die ein Konzept aufgriff, das unter Landgraf Karl von Hessen-Kassel schon 200 Jahre früher entwickelt worden war: Die Kanalverbindung von der Fulda über die Schwalm zur Lahn.

### Weltwirtschaftskrise 1929
Die abschließende Kostenschätzung zum Bau des Main-Werra-Kanals mit allen Haupt- und Nebeneinrichtungen ergab Gesamtaufwendungen in Höhe von 320 Millionen Reichsmark. Die jährlichen Betriebskosten wurden auf 375.000 Reichsmark veranschlagt, wobei fast ein Drittel davon für die Wasserversorgung des Kanals hätte aufgewendet werden müssen.
Aufgrund der 1929 einsetzenden Weltwirtschaftskrise fehlten die Gelder und die Planungen wurden bis auf weiteres eingestellt. Das Vorarbeitenamt in Eisenach wurde geschlossen. Kurz nach der Machtergreifung der NSDAP fand trotz der angespannten finanziellen Lage am 11. März 1933 auf Einladung des inzwischen neubesetzten Werra-Kanal-Vereins eine weitere Tagung in Coburg im Hotel „Excelsior“ statt. Eine Exkursion der Teilnehmer führte entlang dem Verlauf der geplanten Stichkanal- und einem Teil der Haupttrasse von Coburg über Rodach, Römhild, Ritschenhausen, Untermaßfeld nach Meiningen, wo der Abschluss der Tagung stattfand.
1936 wandte sich der damalige Ministerpräsident von Thüringen Willy Marschler persönlich an Hitler mit der Bitte, trotz der Aufrüstung das Kanalprojekt in den Reichshaushaltsplan aufzunehmen, da die Kanaltrasse auch durch Thüringen gehen sollte. Wenige Monate später nahm das Vorarbeitenamt in Eisenach 1937 seine Tätigkeiten wieder auf.

## Kanaltagung in Coburg 1938
Vom 22. bis 24. September 1938 veranstaltete der „Werra-Kanal-Verein zur Wahrung der Wasserschifffahrts-Interessen“ in Coburg eine „Weser-Werra-Main-Tagung“. 172 Fachleute, Journalisten und Staatsvertreter nahmen daran teil, um das Projekt Main-Werra-Kanal voranzubringen. In der eigens erschienenen Tagungszeitschrift Die Weser weist der damalige Bürgermeister Wilhelm Rehlein in seinem Grußwort darauf hin, dass das Weser-Werra-Main-Projekt […] für unser Coburger Wirtschaftsgebiet […] von großer Bedeutung ist, indem durch den Kanal der langersehnte Anschluss an die großen Wasserstraßen Weser und Donau hergestellt wird.
Der Geschäftsführer des Vereins, H. Flügel, führte in seiner Begrüßungsrede aus, dass die bisherigen Planungen bzw. die bereits laufenden Arbeiten nicht ausreichen, sondern dass der Ausbau unmittelbar bis ins Kaligebiet reichen muss. […] 1938 brachte die Heimkehr Österreichs ins Reich, wodurch nicht nur der weitere Ausbau des Rhein-Main-Donau-Kanals, sondern auch im Anschluss daran die Verbindung von Weser und Werra mit dem Main eine über den bisherigen Rahmen weit hinausgehende Bedeutung gewänne. Der zur Tagung eingeladene Reichsverkehrsminister Julius Dorpmüller drückte es deutlicher aus, indem er darauf hinwies, dass der Werra-Main-Kanal ein Problem sei, dessen Bedeutung sich nicht nur in der Blickrichtung der Friedenswirtschaft erschöpfe. Es gilt eine grenzferne, rein deutsche Großschifffahrtsstraße von der Nordsee bis zur ungarischen Grenze und damit weiter nach allen Donauländern zu schaffen. Dieses große Grenzziel […] ist jetzt aus national-politischen Gründen in den Vordergrund gerückt.
Etwa in der Mitte der nunmehr geforderten 1.336 Kilometer langen Wasserstraße längs durch Deutschland lagen große Kalisalzlager. Ihre Ausbeute sollte einerseits nach Süden wie nach Norden schnell und preisgünstig und in großen Mengen transportiert werden können. Andererseits benötigte man dringend eine günstige Transportverbindung zwischen Linz und Salzgitter, den beiden großen Standorten der im Aufbau begriffenen „Hermann-Göring-Werke“.
Auf der Coburger Kanal-Tagung wurden weder festverbindliche Verträge geschlossen noch neue Varianten zur Trassierung des Main-Werra-Kanals vorgestellt. Man beschränkte sich ausschließlich auf die Darstellung aller bisherigen Planungen und lud schließlich die Teilnehmer zu einer Besichtigungsfahrt an die geplante Stichkanaltrasse ein. In einem Bericht hieß es später: Schon hinter der Kaserne hielten die Wagen das erste Mal. Oberbaurat Innecken zeigt auf die letzten Häuser von Neuses, hinweisend, dass dort der Kanal beginne, sich die Talmulde entlang ziehe und bei der Meederer Brücke vorüber, Rodach rechts liegen lassend, in Streufdorf in den eigentlichen Werra-Main-Kanal einmünde ....

### Einrichtung des Vorarbeitenamts Coburg

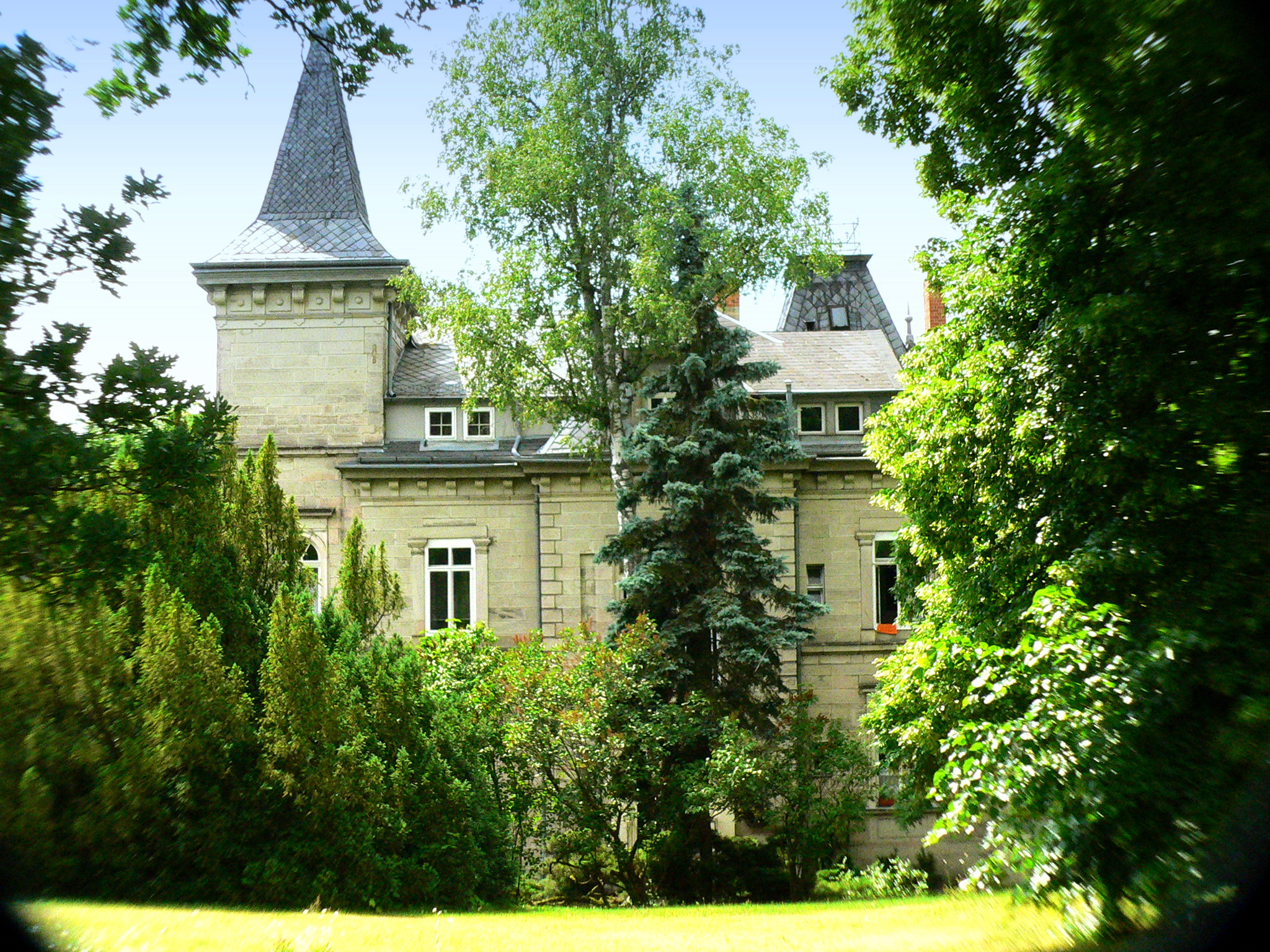
Sitz des Vorarbeitenamtes Coburg 1938–1942

Die Coburger Kanal-Tagung von 1938 brachte unmittelbar einiges in Bewegung. Die Notwendigkeit, kostengünstigere Möglichkeiten zur Verwirklichung des Kanals zu finden und damit das Projekt in kürzerer Zeit realisieren zu können, veranlasste die oberen Wasserstraßenbehörden, ein weiteres, von Eisenach unabhängiges, Vorarbeitenamt in Coburg einzurichten. So hieß es in einem Bericht des Coburger Tageblattes: Die Bedeutung der Weser-Werra-Main-Tagung hat ihre Krönung nachträglich noch dadurch erfahren, dass das unmittelbar erstrebte Ziel der baldigen Aufnahme der Vorarbeiten für den Werra-Main-Kanal schon wenige Wochen hinterher, am 1. Dezember 1938 erreicht ist, und zwar, wie bereits in Aussicht genommen war, der Erweiterung des Vorarbeitenamtes Eisenach und der Errichtung eines neuen Vorarbeitenamtes im Tagungsorte Coburg. Im Haus Hohe Straße Nr. 30 nahm das Amt zum vorgesehenen Termin unter der Leitung von Regierungsbaurat Buzengeiger seine Arbeiten auf.
Neben der Aufarbeitung der bestehenden Kanalplanungen hatte das Vorarbeitenamt auch Widerständen zu begegnen. Die Obere Naturschutzbehörde in Berlin hatte mit einem Schreiben vom 24. Juli 1939 an die Regierungspräsidenten in Erfurt und Hildesheim sowie an das Thüringische Innenministerium in Weimar darauf verwiesen, dass die Kanalisierung […] wesentliche Eingriffe in das landschaftlich hervorragende Gebiet […] mit sich bringe […] welche vornehmlich dort auftreten werden, wo das Flussbett verlassen und ein besonderer Kanal […] hergestellt wird. Über diese Problematik wurde bis zur Auflösung der Vorarbeitenämter 1942 mehrfach verhandelt.

### Die Coburg-Linie Lichtenfels–Untermaßfeld

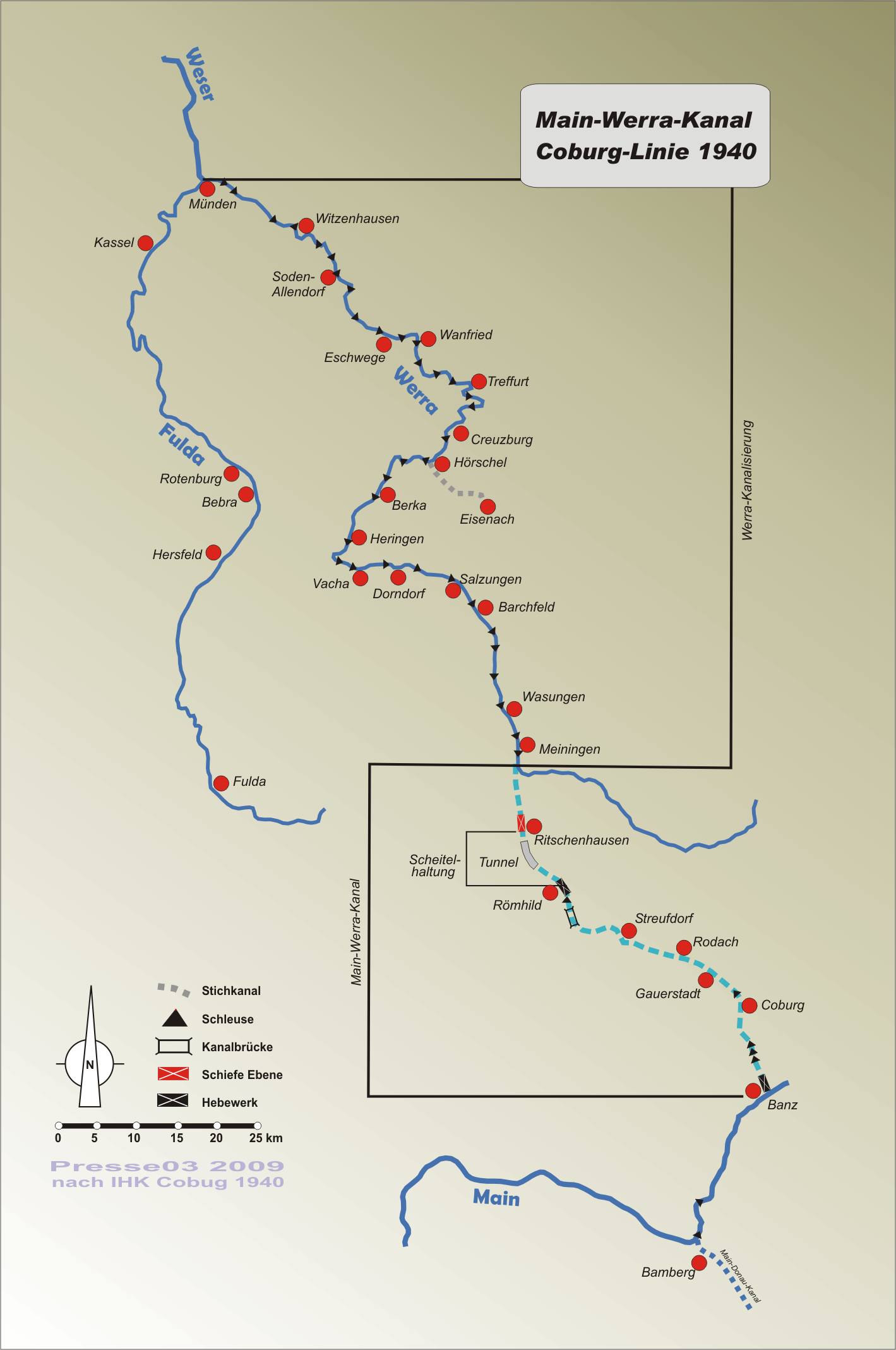
Die Coburg-Linie 1940

Am 13. Juni 1940 wurde der Stadt mitgeteilt, dass der Herr Reichstatthalter in Bayern den Auftrag zur Prüfung eines Kanals Kaltenbrunn-Coburg gegeben habe (bayerischer Reichstatthalter war Franz von Epp). Hier handelte es sich um den Alternativvorschlag mit nur 16 Kilometern Länge des Stichkanals gegenüber der Strecke Streufdorf-Coburg mit 33 Kilometern, den Contag bereits 1924 unterbreitet hatte. Buzengeiger befürwortete zunächst den Vorschlag nach Beratungen mit den Vertretern der Stadt.
Ebenfalls am 13. Juni 1940 legte die Industrie- und Handelskammer zu Coburg dem Regierungspräsidenten einen weiteren, völlig neuen Vorschlag vor, die „Coburg-Linie“. Die Trasse sollte nun von Römhild aus über Rodach nach Coburg und weiter in die Nähe von Lichtenfels führen, wo der Kanal in den Main münden konnte. Eigentlich griff die IHK dabei einen Teil des Plans von Franz Kühn aus Bamberg aus dem Jahr 1914 wieder auf, der eine Einbindung in den Main bei Banz vorgeschlagen hatte. Der direkt an Coburg vorbeiziehende Kanal sollte später einen Anschluss über Bayreuth zum Protektorat Böhmen und Mähren erhalten, schlug die Handelskammer vor.
Dieser Linienführung war eigen, auf beide in der Diskussion stehenden Stichkanäle (Streufdorf-Coburg und Kaltenbrunn-Coburg) zugunsten einer Kombination aus beiden zu verzichten. Auf den eingereichten Planskizzen war folgende Kanalführung gut zu erkennen: Lichtenfels/Main (mit Hafen und Hebewerk) – Buch am Forst – Scherneck – Stöppach – Haarth – Ahorn – Coburg Saarlandberg (vormals Judenberg) – Coburg Rummenthal – Neuses (mit Coburger Hafen) – Beiersdorf/Callenberg – Herbartsdorf – Gauerstadt – Rodach (mit Hafen) – Rudelsdorf – Streufdorf – Simmershausen – Gleichamberg – Römhild – Haina – Westenfeld – Jüchsen – Neubrunn – Ritschenhausen – Untermaßfeld an der Werra.

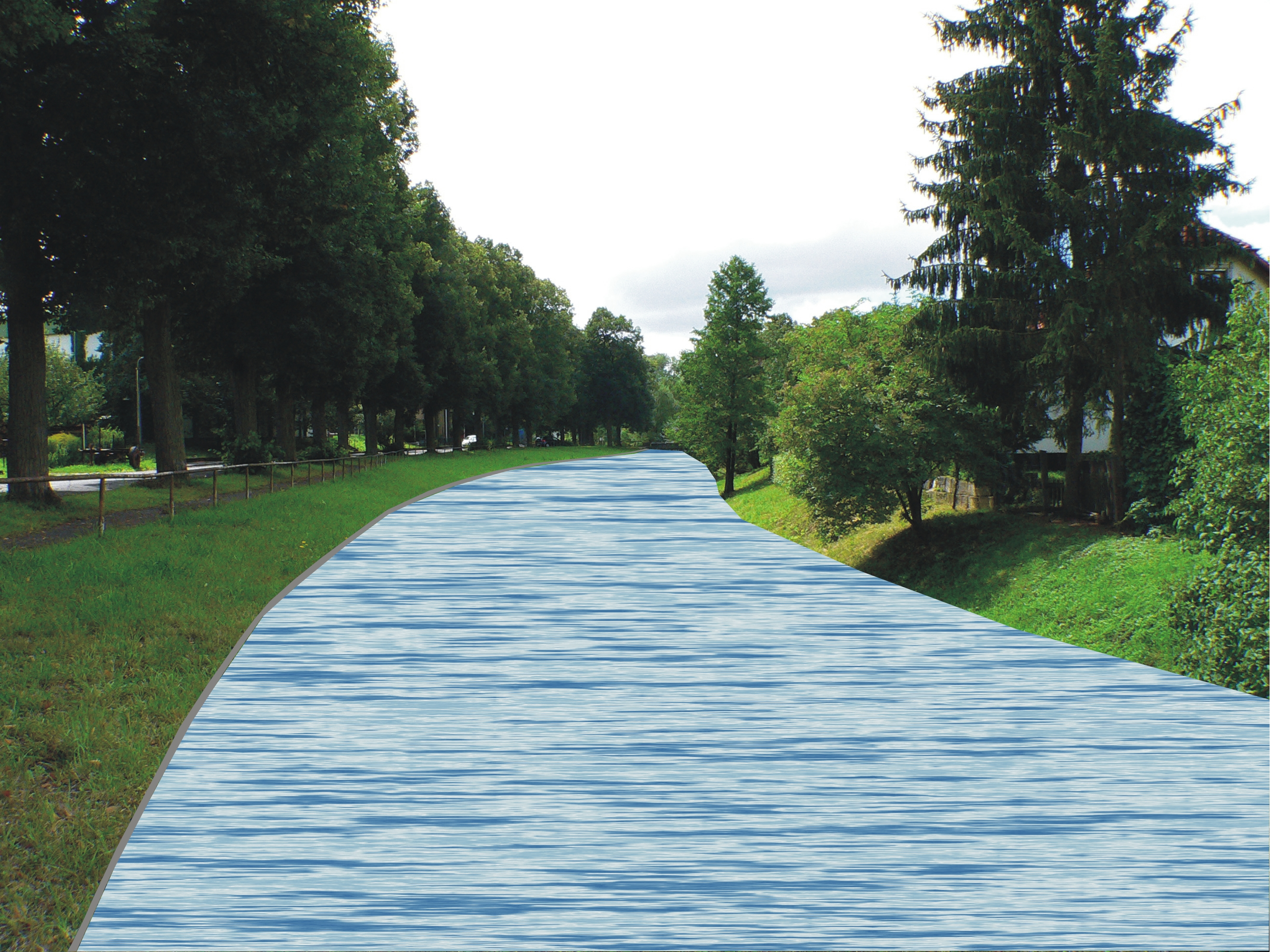
Möglicher Kanalverlauf in Römhild, Planungen 1924–1961

Mitte Dezember 1940 teilte der Regierungspräsident daraufhin mit, dass der Herr Reichsstatthalter sich beim Reichsverkehrsminister für die sog. Coburg-Linie eingesetzt habe. Umgehend wurde vom Vorarbeitenamt der „baureife Entwurf“ in Angriff genommen. Die thüringische Kaliindustrie unterstützte das Projekt mit erheblichen finanziellen Mitteln. In der nun folgenden Planung wurde auch die Leistungsfähigkeit des Kanals für die Aufnahme von 1.200-Tonnen-Schiffen erhöht. Eine weitere wesentliche Änderung wurde vorgenommen. Die Scheitelhaltung wurde um 36 Meter herabgesetzt und damit ihre Länge auf rund 71 Kilometer erweitert. Um dies zu erreichen, griff man wieder auf die längst verworfene Tunnellösung zurück. Immerhin konnten so die Hubhöhe der geneigten Ebene auf 51 Meter und die des Hebewerkes bei Haina auf 30 Meter herabgesetzt werden. Die Planer verzichteten auf die Itz-Talsperre zugunsten einer solchen im Werra-Gebiet, um die Scheitelhaltung mit Wasser zu versorgen.
Buzengeiger betrieb die Planungsarbeiten seines Amtes mit Hochdruck. Im Januar 1941 ließ er 20 Modelle im Maßstab 1:2.500 erstellen, darunter ein achtteiliges Gipsmodell der Kanalstrecke Callenberg – Coburg – Scherneck und ein Holzmodell eines Schiffshebewerks. Die Modelle wurden Ende 1941 im Heimatmuseum der Stadt ausgestellt.

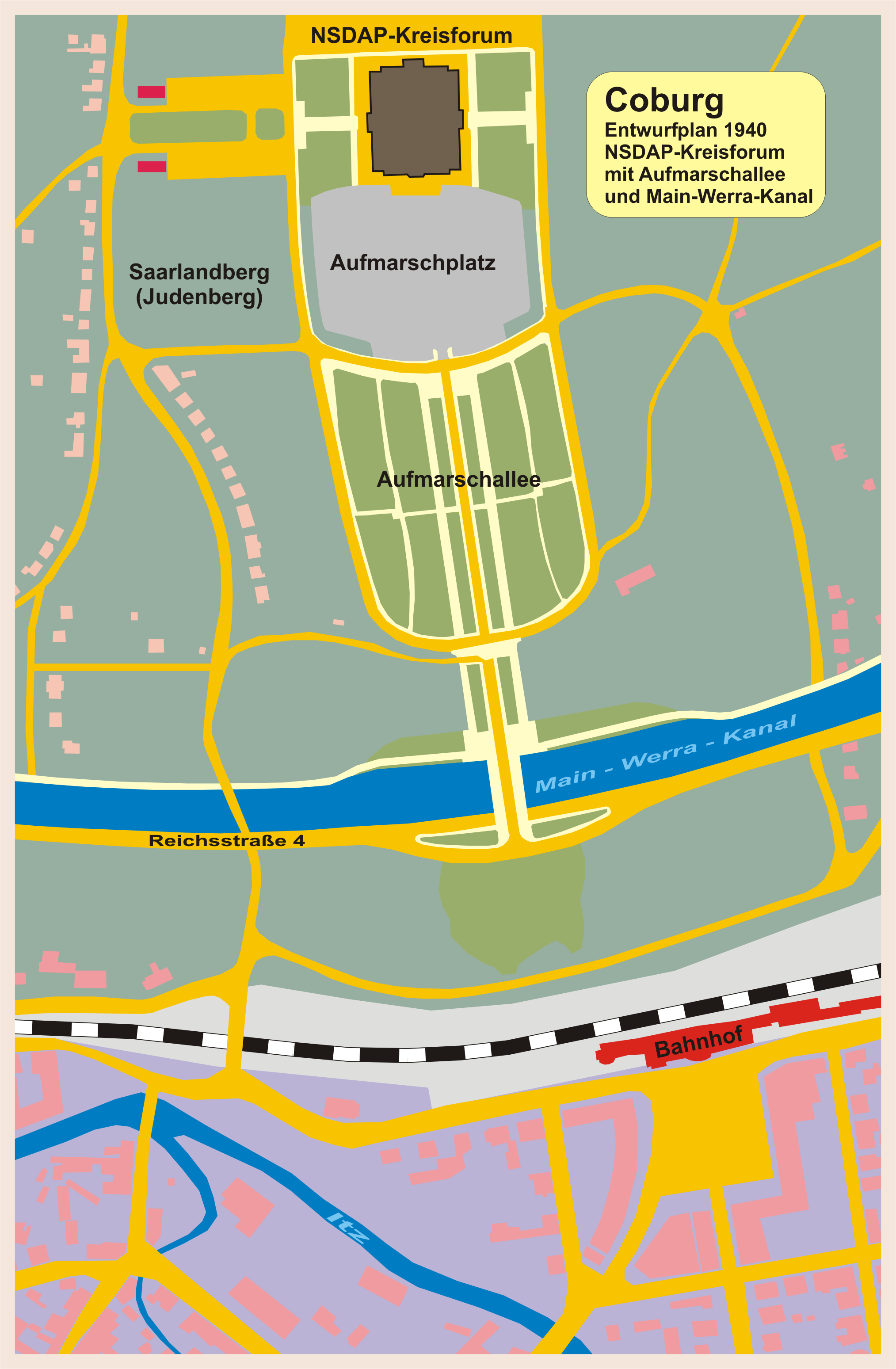
Plan des NSDAP-Kreisforums mit Main-Werra-Kanal 1940

Die Aktivitäten des Vorarbeitenamtes beeinflussten stark auch die Planungen der Coburger Bauverwaltung. So schrieb die Behörde am 13. Januar 1941 an einen Coburger Grundstücksbesitzer: Das Grundstück liegt im Rummenthal im Bereich des Kanalprojektes Werra-Main. Es ist damit zu rechnen, dass das betreffende Grundstück ganz oder teilweise bei Durchführung des Kanalprojektes vom Reich benötigt wird! Es kann daher bis auf weiteres einer Bebauung nicht zugeführt werden.

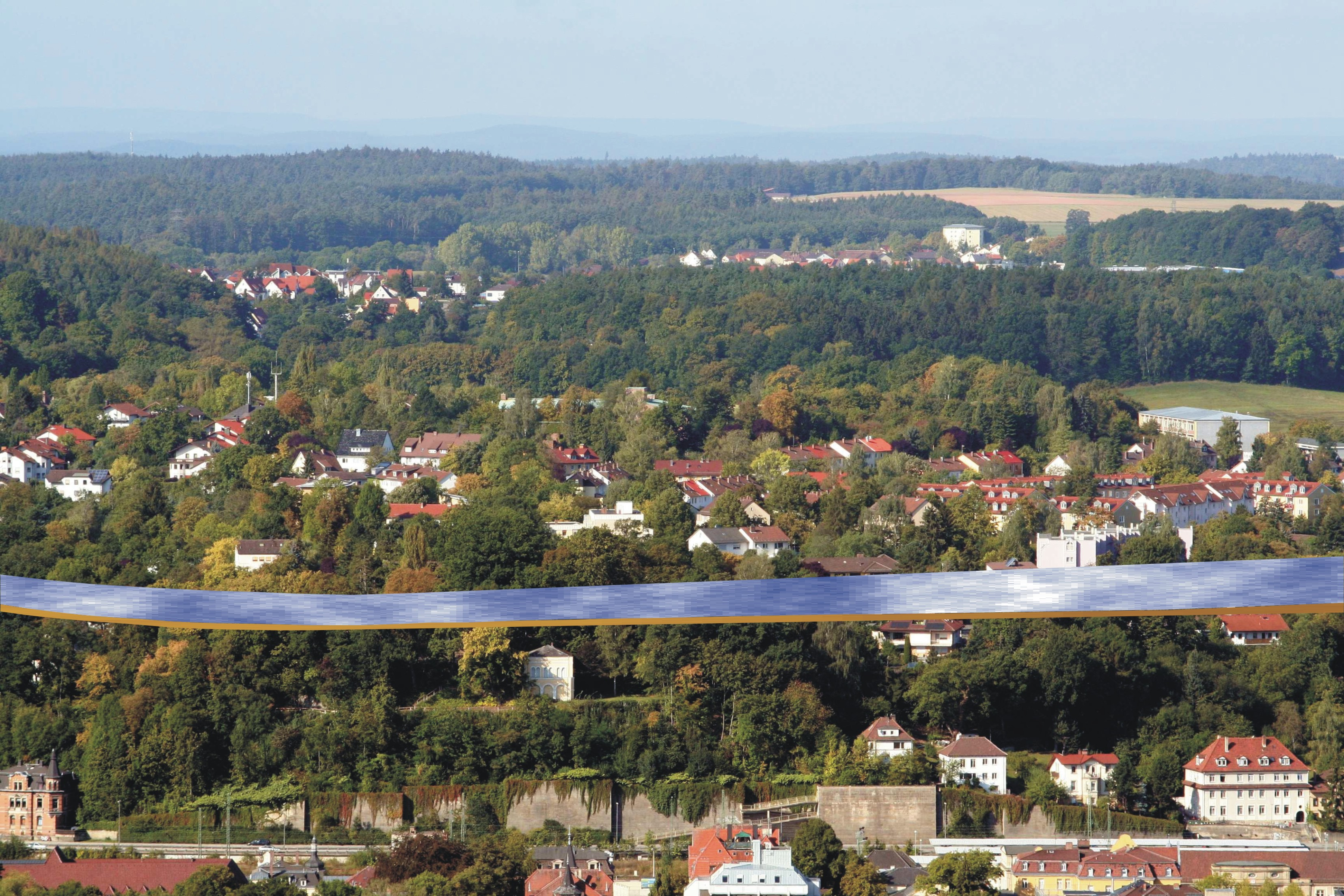
Geplante Kanalführung in Coburg (Adamiberg) 1940

Die NSDAP ließ gleichzeitig vom Stadtbauamt auf dem in „Saarlandberg“ umbenannten Judenberg eine Festhalle als Kreisforum planen, als gegenüberliegendes Pendant zur Veste Coburg. Auf dem entsprechenden Bebauungsplan war unterhalb eines Aufmarschplatzes mit aus dem Bahnhofsgebiet ansteigender Allee auch bereits der Kanal repräsentativ eingezeichnet. Am Kanal entlang sollte die neue Trasse der Reichsstraße 4 führen. Eine Schiffsanlegestelle zu Füßen der Aufmarschallee war ebenfalls eingeplant.
1942 schloss das Vorarbeitenamt seine Planungen und legte den „baureifen Entwurf“ vor. Kurz danach wurde das Amt aufgelöst. Die Kriegsentwicklung ließ eine weitere Verfolgung des Kanalprojekts nicht zu.

## Wiederaufnahme der Planungen nach 1945
Die 1942 „baureife Planung“ des aufgelösten Vorarbeitenamts in Coburg wurde nach dem Krieg in die nun zuständige Wasser- und Schifffahrtsdirektion Mitte in Hannover verbracht, die das Projekt im Mai 1949 vorläufig einstellte. Die Gründe dafür waren neben der Teilung Deutschlands die zu erwartenden Kosten, die im April 1950 schon etwa 1 Milliarde DM betragen hätten. Mit dem zu dieser Zeit üblichen Preissteigerungsfaktor von 6,97 % hätte die Verwirklichung des Projekts 1990 über 14 Milliarden DM gekostet.
Dennoch gab es einige Versuche von Verfechtern des Projektes, es nicht in Vergessenheit geraten zu lassen, so zum Beispiel von dem ehemaligen Leiter des Coburger Vorplanungsamtes Buzengeiger, der den Gedanken am 5. Juli 1947 wieder aufgriff. Er fragte in Hannover an, wie denn der Kanal nun verlaufen solle. Die Wasserstraßendirektion Hannover teilte mit, die „baureife Planung“ des Vorarbeitenamts erneut prüfen zu lassen.

### Geänderte Coburg-Linie

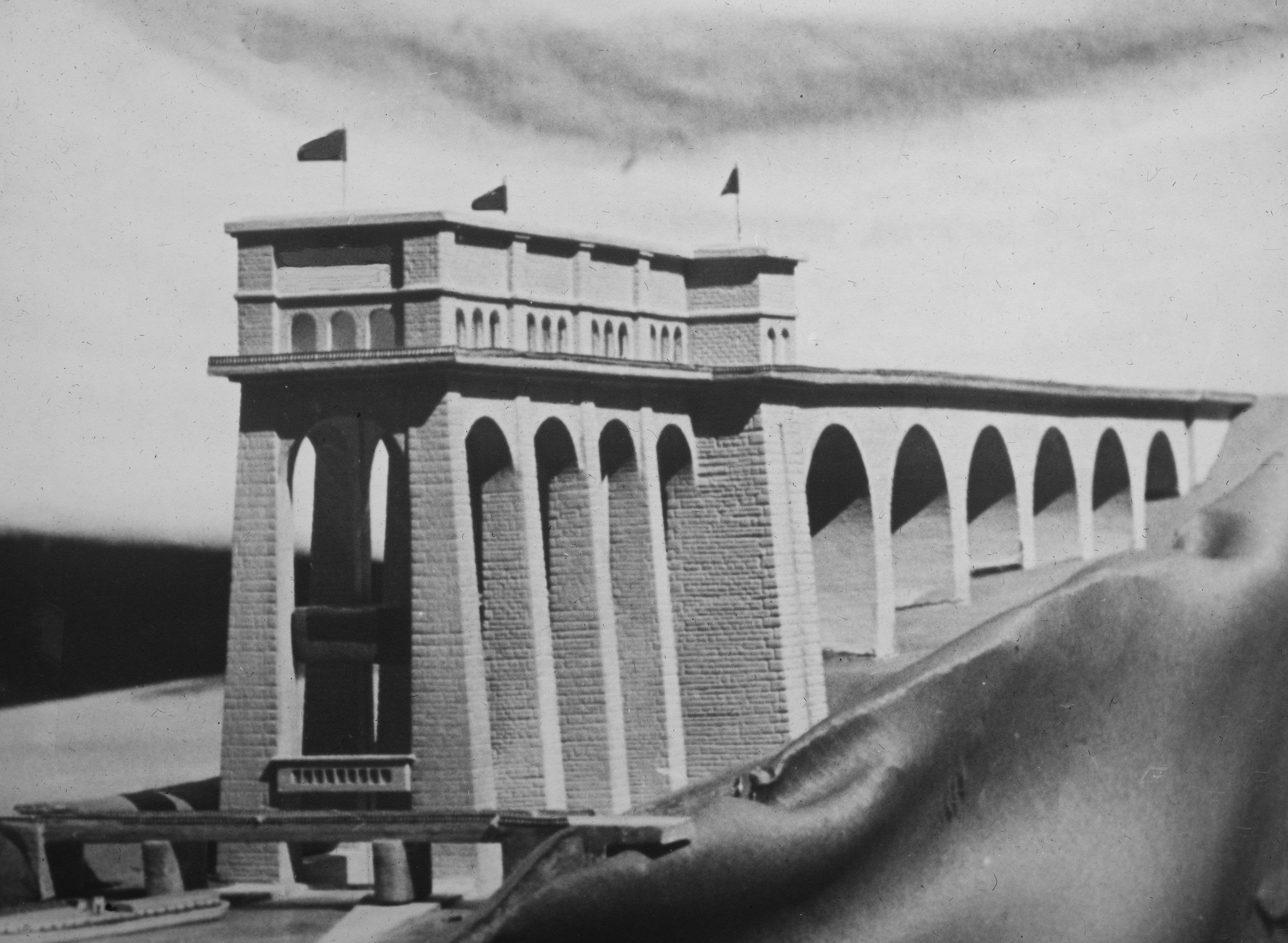
Holzmodell eines geplanten Hebewerkes, Foto um 1950

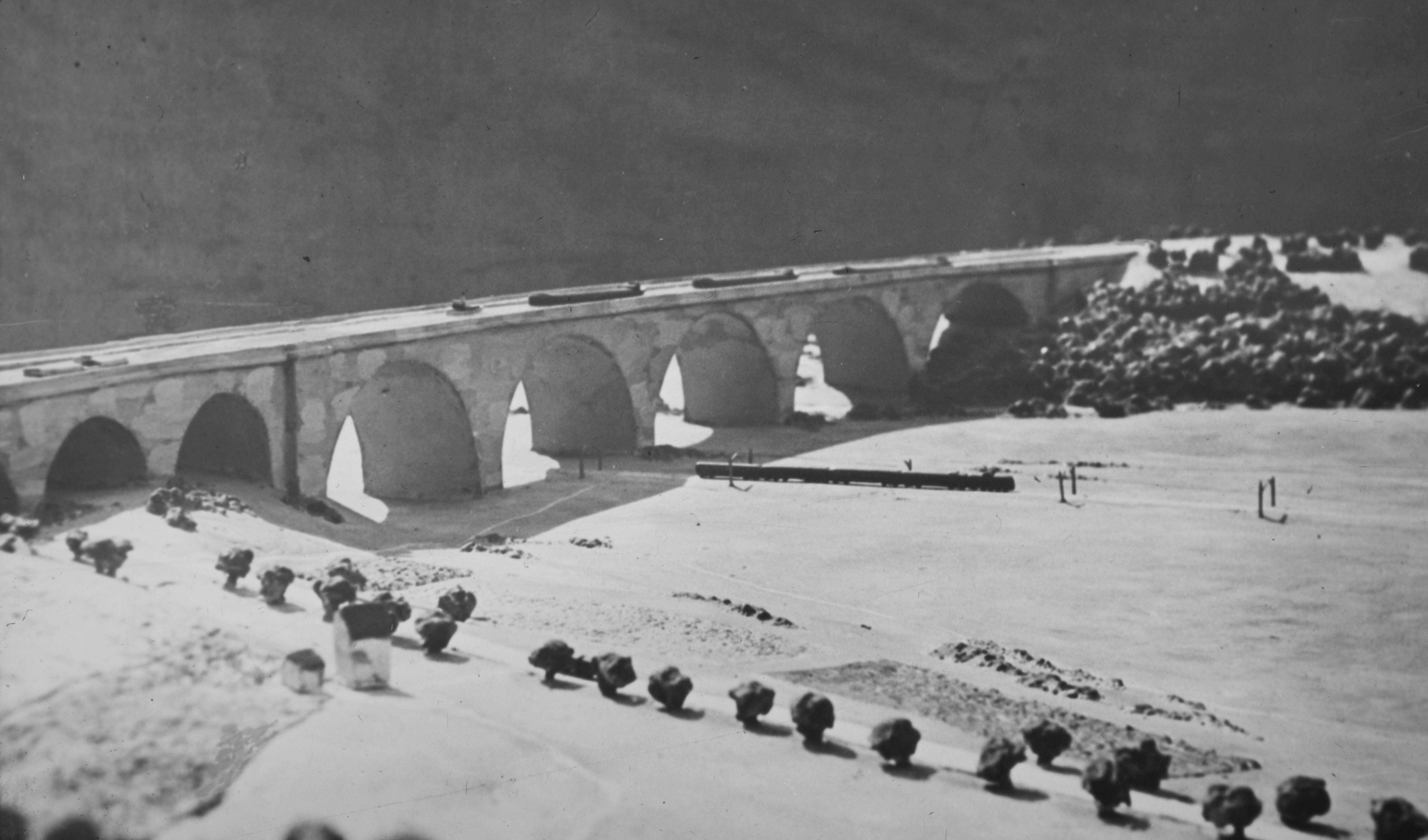
Holzmodell einer geplanten Kanalbrücke, die ein Tal überspannt, Foto um 1950

Erst am 15. April 1950 kam wieder Bewegung in das Kanalprojekt. In der Sitzung des Coburger Stadtparlaments beschloss man, beim Bund zu erwirken, dass die Coburger Bestrebungen nach einem Kanalanschluss in der Gesamtplanung der deutschen Wasserstraßen nicht zugunsten von Konkurrenten zurückgestellt oder ganz abgesetzt wird. Oberbürgermeister Walter Langer schlug bei dieser Sitzung vor, aus den Städten Coburg, Lichtenfels, Bamberg und Eschwege eine Arbeitsgemeinschaft zu bilden. Buzengeiger legte zu dieser Sitzung einen „Erläuterungsbericht“ vor, der wiederum neue Gedanken zur Planung beinhaltete. Er verlegte die Trasse weiter nach Osten mit einem Hafen bei Dörfles. Eine Variante, die im Wesentlichen in den späteren Planungen 1960 berücksichtigt sein wird.
Die Änderungen betrafen vornehmlich die Anbindung des Kanals an den Main bei Lichtenfels. Bunzengeiger befürchtete, dass das Hebewerk unterhalb von Schloss Banz im Gegensatz zu Schloss Banz und Vierzehnheiligen tritt. Und dass es immer schwieriger sei, ein Wasserbauwerk solchen Ausmaßes zu verwirklichen, wenn es nur einer Nutzung, nämlich der Schifffahrt dienen soll. Die Erweiterung einer Nutzungsmöglichkeit auf energiewirtschaftlichem und landeskulturellem Gebiet ist anzustreben. Weiter führt er aus, dass der Kanal mit seiner rd. 3,3 × 10 m² großen Wasserspiegelfläche [gemeint ist der Kanalquerschnitt] geeignet ist, als Speicher verwendet zu werden. Dieser Speicher […] kann bei dem 64 m hohen Gefälle [bei Lichtenfels] für ein Pumpspeicherwerk herangezogen werden.

### Weitere geplante Baumaßnahmen
Buzengeiger sprach selbst von großen Baumaßnahmen, die zur Realisierung seines Plans notwendig gewesen wären. Trotzdem ... ist dennoch an der Coburger Linie festzuhalten, weil sie u. a. in ihrer technischen Großzügigkeit dazu beiträgt, der Weser-Main-Wasserstraße Bamberg-Bremen einen beachtlichen Verkehr im Konkurrenzkampf Bamberg-Mainz-Rheinmündung zu sichern. 
Buzengeigers Kanalplan-Änderungen erforderten zusätzliche Bauwerke:
- Mehrere Dammbauten zur Überquerung verschiedener Täler wären notwendig geworden, so westlich von Roßfeld über das Rodachtal mit einer Höhe von zwölf Metern, über das Lautertal mit einer Höhe von sechs Metern und über das Itztal bei Dörfles mit sogar 18 Metern Dammhöhe.
- Der Lahm-Rücken zwischen dem Krebsbach bei Waldsachsen und dem Rohrbach bei Oberfüllbach hätte durchstochen werde müssen. Um den erforderlichen Einschnitt von 45 Metern Tiefe zu schaffen, hätte man sieben bis acht Millionen Kubikmeter Erdreich bewegen müssen.
- Das Abstiegshebewerk bei Lichtenfels sollte 64 Meter Höhenunterschied bewältigen. Um eine Sichtverbindung mit Schloss Banz zu verhindern und den dortigen Landschaftscharakter zu erhalten, sollte das Hebewerk in Lichtenfels zwischen der Coburger Straße und dem Schneybachtal errichtet werden.
- Um dem Kanal das notwendige Flusswasser zuführen zu können, plante Buzengeiger, den Kanaldamm durch das Itztal als Staudamm auszuführen. Es wäre dadurch ein sieben Kilometer langer, 700 Meter breiter Stausee entstanden mit der Möglichkeit, durch ein Itzkraftwerk bei Dörfles 6,5 Millionen Kilowattstunden im Jahr zu gewinnen.[60]

## Letzte Planungen

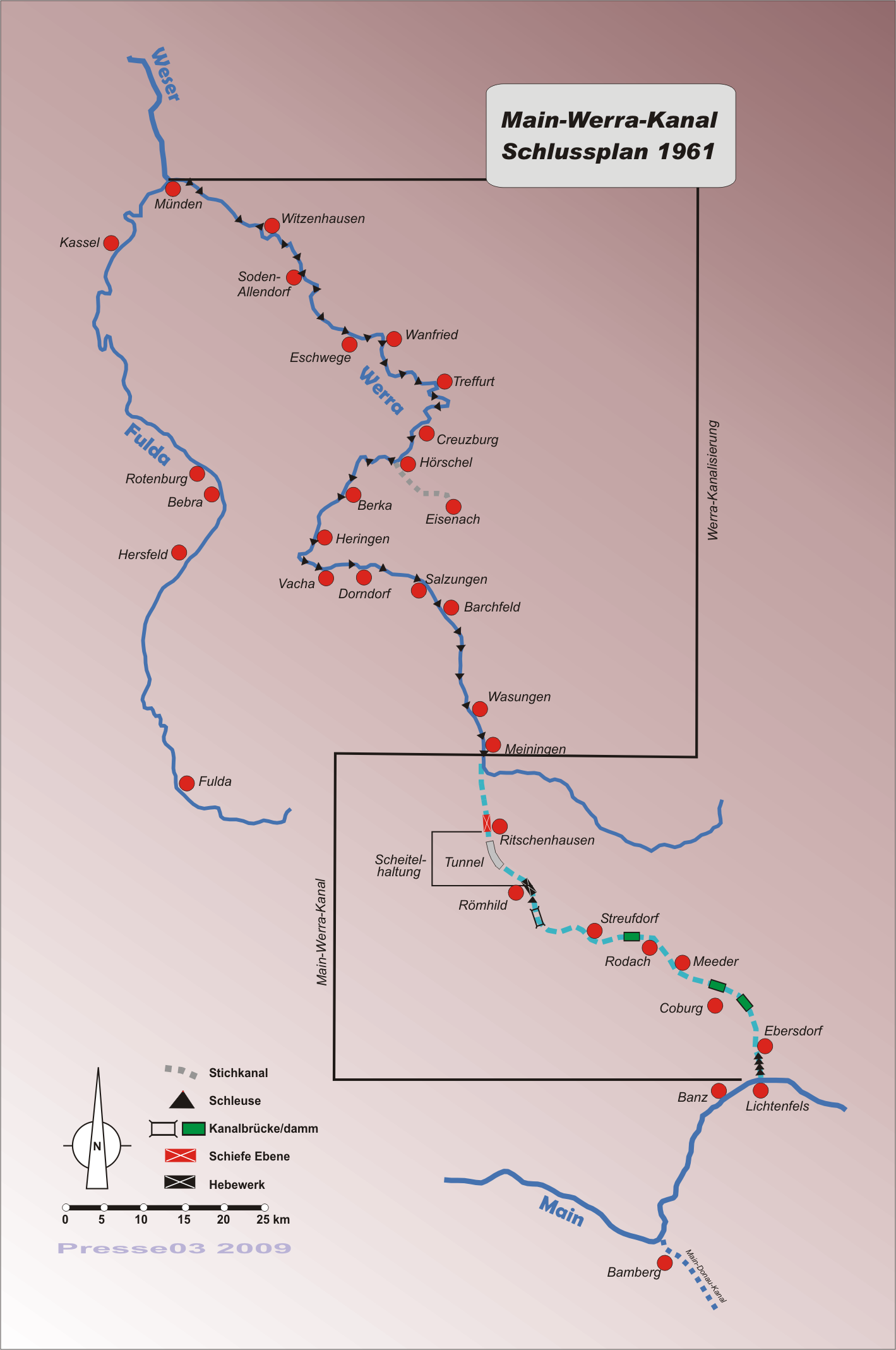
Schlussplan von 1961

Bundesverkehrsminister Paul Lücke gab am 5. Dezember 1950 eine Empfehlung an die Wasser- und Schifffahrtsdirektion Mitte in Hannover, die geplante Trasse weiterhin freizuhalten. Im Falle der Einigung Deutschlands sollten die Arbeiten an dem Projekt wieder aufgenommen werden. Dahingegen gab die Stadt Coburg in der Einsicht, dass ein zukünftiger Kanal keinesfalls durch die Stadt führen würde, 1956 die Bebauung für das „Projekt Hörnleinsgrund“, das wegen des Kanals blockiert war, endgültig frei.
Zur selben Zeit titelte das Lichtenfelser Tagblatt am 13. Januar 1956: Deutsche Binnenschifffahrtsverbindung soll Lichtenfels berühren — Schiffshebewerk oder Schleusenanlage — jedoch nicht vor 1968 ins Auge gefaßt. Die Zeitung fasste damit das Ergebnis einer Aussprache der Ortsplanungsstelle mit Behördenvertretern im Lichtenfelser Rathaus zusammen, bei der es vorrangig um die Frage ging, an welchem Standort ein Schiffshebewerk zu errichten sei oder ob man einer Schleusentreppe den Vorzug geben solle. Eggert von der Bezirksplanungsstelle der Regierung von Oberfranken warf die Frage der Wirtschaftlichkeit des Kanals auf. Bei allem Planungseifer wurde die Sitzung mit der Feststellung beendet, dass natürlich zuerst das Ostzonenproblem gelöst werden müsste.
Die Ortsplanungsstelle in Lichtenfels erstellte im März 1958 einen Stadtplan, der den Teilabschnitt des neugeplanten Main-Werra-Kanals zeigte, der Lichtenfels betraf. Danach standen zwei Projekte zur Auswahl:
- Kanalführung 300 Meter unterhalb der Mainbrücke beginnend aus dem regulierten Flussbett des Mains gegen den Herberg hin, Überwindung der Steigung durch ein lotgerechtes Hebewerk am Herberg in Richtung Itzgrund.
- Kanalverlauf zwischen dem noch zu Lichtenfels gehörenden Stadtteil Bürglein und der Coburger Straße, Überwindung der Steigung mittels einer Schleusentreppe.

Die Entscheidung für die zweite Variante fiel 1961. Nach einem im Februar 1961 vom Kreisbauamt Lichtenfels gefertigten Plan sollte der Kanal nun von Lichtenfels nicht mehr direkt in den Itzgrund, sondern rechts abweichend zwischen Forsthub (Grub am Forst) und Ebersdorf in Richtung Rodach verlaufen. Diese Kanalplanung war mit der Wasser- und Schifffahrtsdirektion Süd in Würzburg abgestimmt und stellte die letzte veröffentlichte Fassung dar.
1970 teilte die Wasser- und Schifffahrtsdirektion Süd zwar der Stadt Coburg mit, dass die ganze Angelegenheit wegen der grenzüberschreitenden Planung nicht mehr weiter verfolgt würde, jedoch bestätigte die Wasser- und Schifffahrtsdirektion Mitte in Hannover am 12. November 1998, dass eine formelle Einstellung der Planung aus der Aktenlage nicht ersichtlich ist.